# Chemin de fer du Blanc-Argent
Le Chemin de fer du Blanc-Argent, aussi appelé BA, est une ligne de chemin de fer française à écartement métrique et à voie unique. Sous les noms de ligne de Salbris au Blanc et de ligne de Salbris à Argent, ses deux tronçons constituent respectivement les lignes no 600000 et no 693000 du réseau ferré national.
Reliant à partir de 1902 Le Blanc, sous-préfecture du département de l'Indre, à Argent-sur-Sauldre, dans le département du Cher, en région Centre-Val de Loire jusqu'en 1939, elle est alors ouverte au trafic mixte marchandises et voyageurs. Au XXIe siècle elle n'est plus exploitée que sur le tronçon entre Salbris et Valençay avec des TER et entre Valençay et Argy par un train touristique.

## Histoire

### Choix du type de ligne et du tracé
Un premier projet de ligne de chemin de fer reliant Gièvres au Blanc est lancé en 1868. C'est en 1872 que la compagnie de chemin de fer de Bressuire à Poitiers reçoit la concession pour la construction d'une ligne à écartement standard et double voie entre Gièvres et Le Blanc — le type de ligne et le tracé sont souhaités par l'armée française qui désire établir une grande transversale entre les ports atlantiques et les frontières nord-est de la France. Lors de la faillite de cette compagnie en 1878, la concession revient à l'État.
En 1879, la ligne est intégrée au Plan Freycinet où elle porte le no 92 avec prolongement vers Salbris et Argent-sur-Sauldre via Romorantin-Lanthenay. La ligne est concédée à titre définitif par l'État à la Compagnie du chemin de fer de Paris à Orléans (PO), par une convention signée entre le ministre des Travaux publics et la compagnie, le 28 juin 1883. Cette convention est approuvée par une loi, le 20 novembre suivant.
En 1890, à la demande du Conseil général de l'Indre, il est finalement décidé de la construire cette ligne en voie unique et écartement métrique pour en réduire le coût d'installation et relancer les travaux. La compagnie du PO ne souhaitant pas s'investir dans cette réalisation, elle en délègue en 1896 la construction à la société Faugère et Chatelin et lui en accorde l'exploitation pendant trente ans. Après de nombreux désaccords entre les communes au sujet du tracé, les terrains sont acquis en 1898 et les travaux de construction peuvent commencer l'année suivante.

### Ouverture progressive

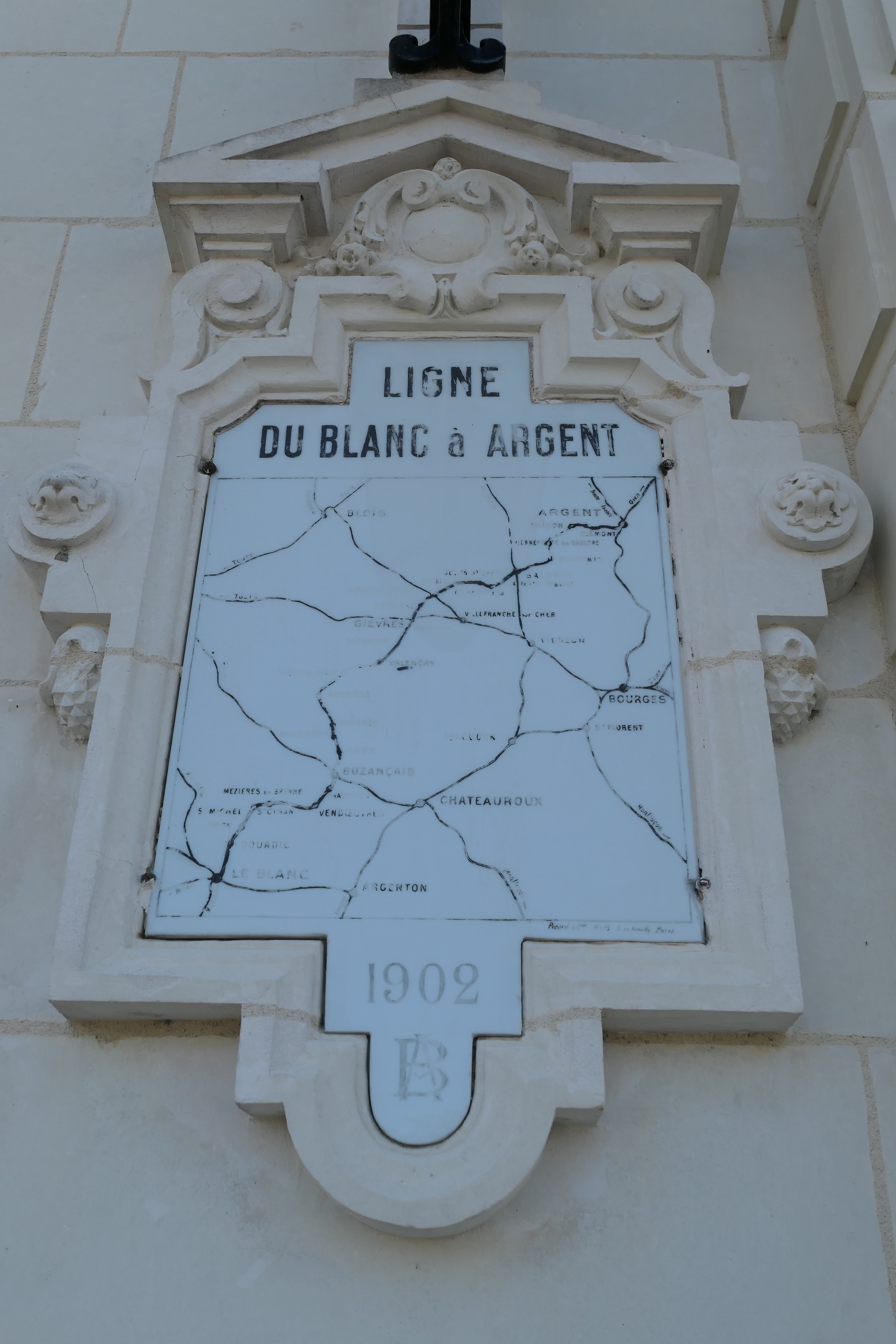
Plan de la ligne en gare de Valençay.

La ligne est ouverte progressivement par sections :
- Salbris à Romorantin-Lanthenay, le 26 décembre 1901 ;
- Salbris à Argent-sur-Sauldre, le 15 mai 1902 ;
- Romorantin-Lanthenay à Écueillé, le 6 octobre 1902 ;
- Écueillé au Blanc, le 17 novembre 1902.

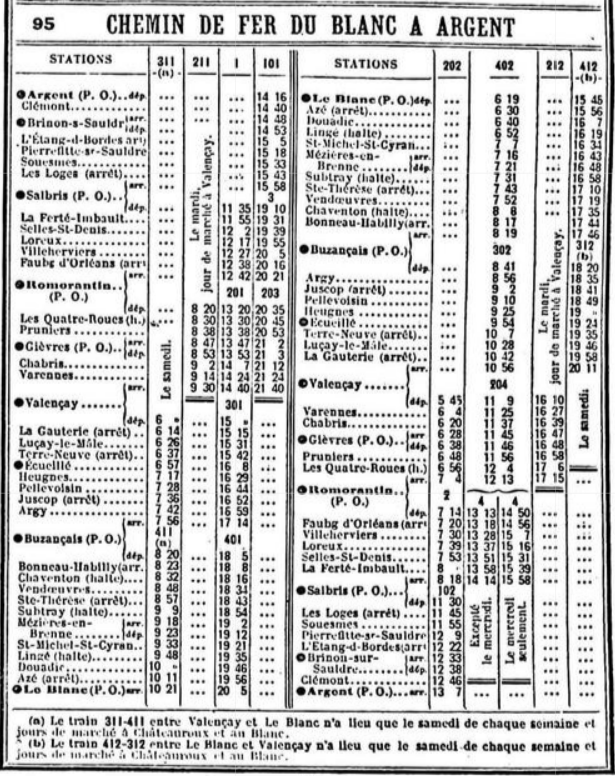
Desserte journalière de la ligne du Blanc-Argent du service Hiver 1920.

La mise en service a lieu également par tronçons, dans un ordre différent, en terminant par Salbris - Romorantin le 31 décembre 1902. La « Compagnie du chemin de fer du Blanc à Argent », concessionnaire de la ligne en lieu et place de la société Faugère et Chatelin, est constituée  le 24 juin 1906.

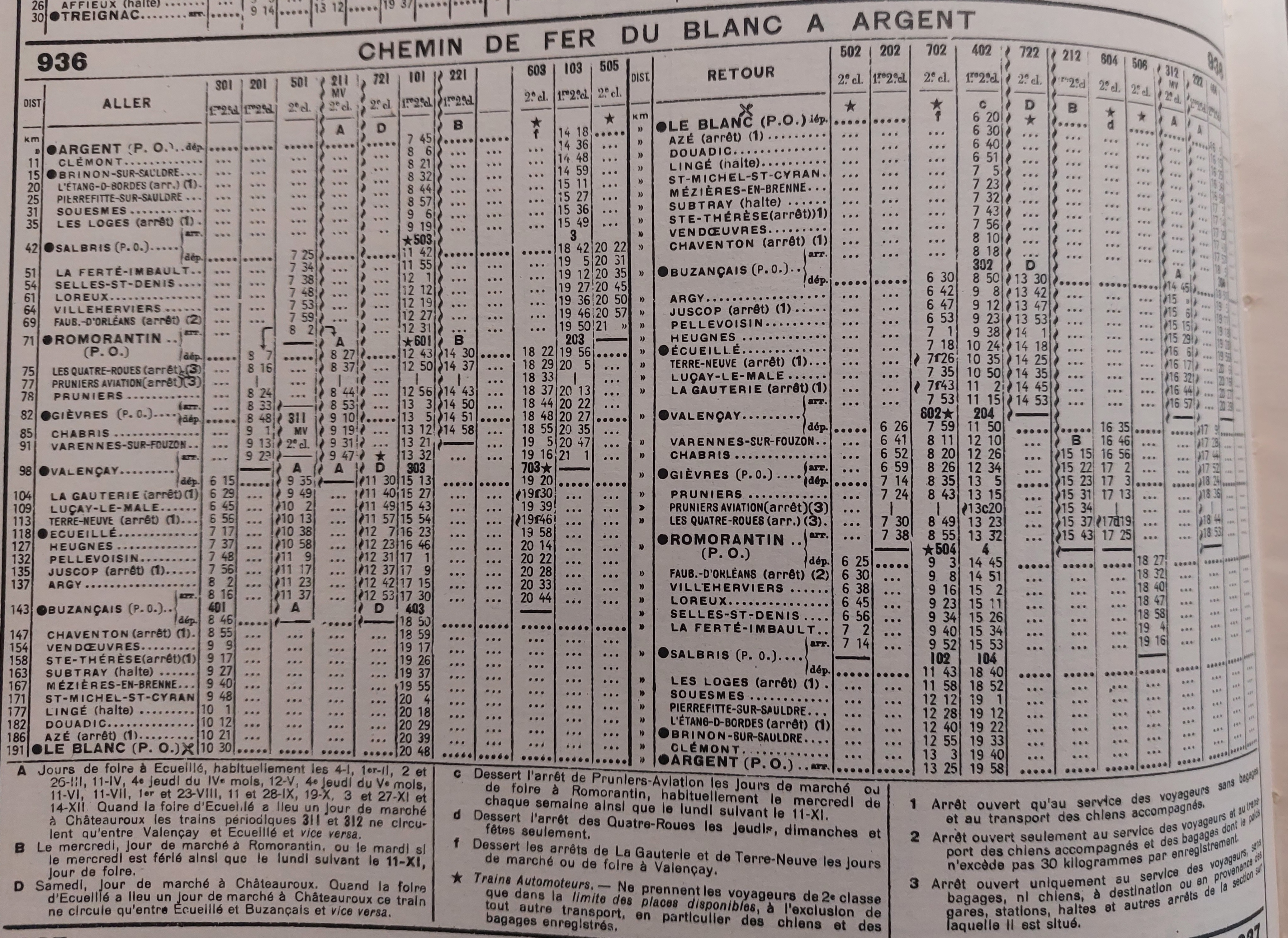
Desserte journalière de la ligne du Blanc-Argent du service Été 1938.

La voie est établie avec du rail « double champignon asymétrique » de 25 kg/m calé par des coussinets tirefonnés sur les traverses, l'ensemble reposant sur un lit de sable au lieu de l'habituel ballast ; les coupons de rail, longs de 12 m, reposent sur quatorze traverses en bois. Le tracé ayant partiellement été étudié dans l'optique d'une ligne à double voie en écartement standard, le rayon des courbes ne descend pas en dessous de 150 m et les déclivités maximales sont 15 ‰. Huit ponts permettent de franchir les cours d'eau.
Les dessertes de la ligne durant les années 20 et les années 30 sont fragmentées et les trains circulant sur l'intégralité du parcours de la ligne entre Le Blanc et Argent-sur-Sauldre sont rares. Dans le cas où un voyageur souhaite se rendre d'un bout à l'autre de la ligne, il doit, à l'époque, emprunter jusqu'à cinq trains et voyager pendant 13 heures dont plus de trois heures d'attente pour les correspondances. En outre, la composition des trains est toujours mixte, comportant aussi bien des wagons de marchandise que des voitures de voyageurs.
Certains trains ont d'ailleurs un caractère spécial : ils ne circulent qu'en cas de présence d'un marché ou d'une foire dans les villes qu'ils desservent. Toute une organisation de la compagnie permet ainsi aux habitants de la région de se rendre facilement dans les lieux de marché. Cette organisation alors très courante dans les campagnes a totalement disparu.[réf. nécessaire]

### Gares de jonction
Lors de sa mise en service, la ligne du BA est connectée à d'autres lignes du réseau ferroviaire français :
- Le Blanc : Ligne de Port-de-Piles à Argenton-sur-Creuse (PO), Ligne de Saint-Benoît au Blanc (PO et PLM), Ligne de Montmorillon à Saint-Aigny - Le Blanc (PO) ;
- Buzançais : Ligne de Joué-lès-Tours à Châteauroux (PO) ;
- Écueillé : ligne de Ligueil à Écueillé (CFD Réseau d'Indre-et-Loire sud) ;
- Gièvres : Ligne de Vierzon à Saint-Pierre-des-Corps (PO) ;
- Romorantin-Lanthenay :

Ligne de Villefranche-sur-Cher à Blois (PO) ;
Compagnie des tramways de Loir-et-Cher;
- Salbris : Ligne des Aubrais - Orléans à Montauban-Ville-Bourbon (PO pour la section Les-Aubrais-Châteauroux) ;
- Brinon-sur Sauldre : Compagnie des tramways du Loiret;
- Argent-sur-Sauldre : Ligne de Gien à Argent (PO), Ligne d'Auxy - Juranville à Bourges (PO).

### Fermeture des tronçons extrêmes

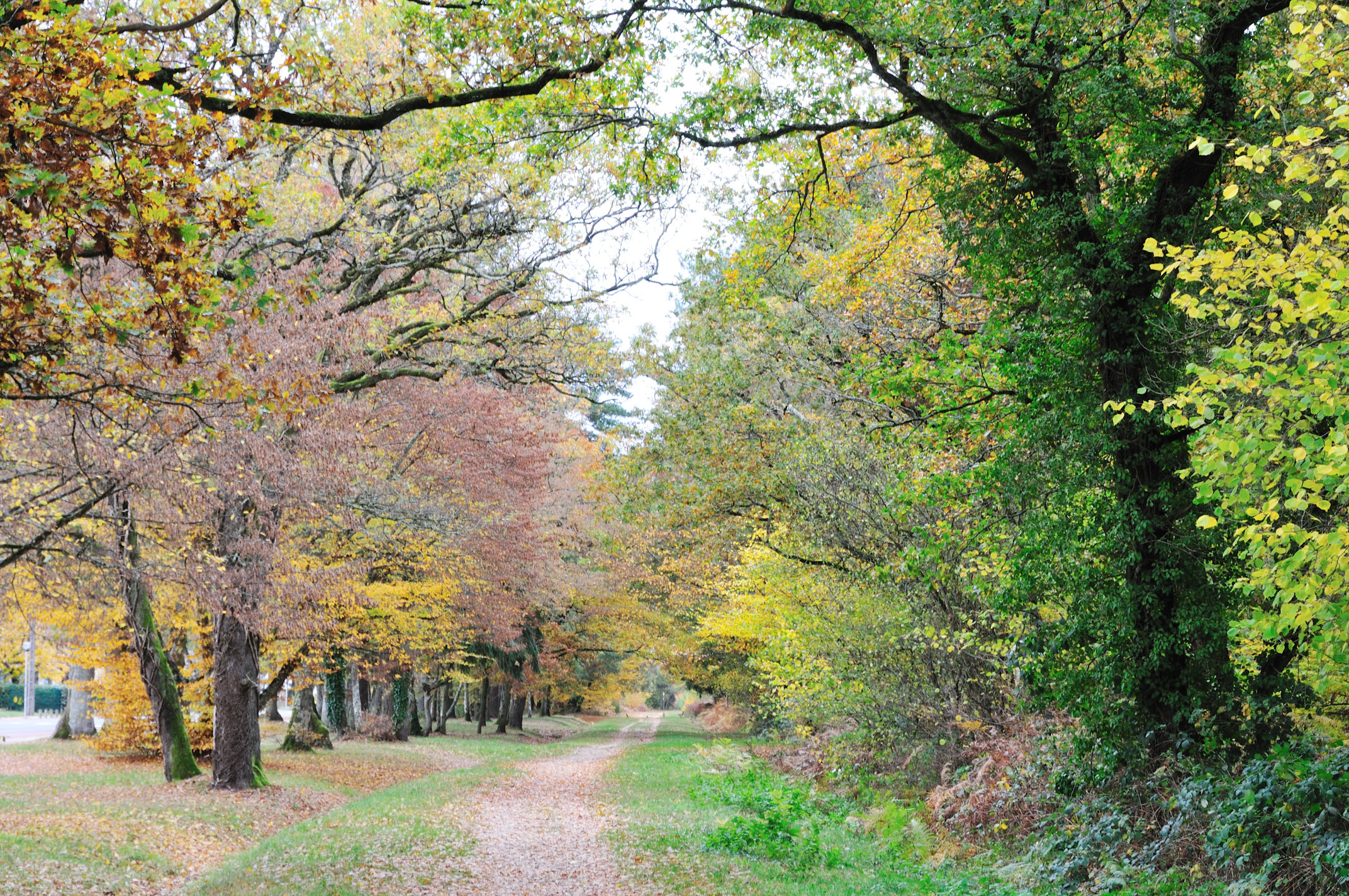
Le BA dans sa partie désaffectée, entre Argent-sur-Sauldre et Salbris, en 2009.

Les sections extrêmes ont été progressivement fermées au trafic :
- Argent-sur-Sauldre - Salbris, fermée le 1er mai 1939, au trafic  des voyageurs ;
- Argent-sur-Sauldre - Clémont-sur-Sauldre, le 28 mai 1951, au trafic des marchandises. Cette section (du point kilométrique (PK) 209,500 à 220,339) est déclassée par décret le 12 novembre 1954[16] ;
- Clémont-sur-Sauldre - Salbris, le 16 décembre 1973[17], au trafic des marchandises, les voies ont été déposées en 1976-1977 ;
- Buzançais - Le Blanc, fermée totalement, le 1er septembre 1953. Cette section (PK 280,523 à 327,135) est déclassée par décret le 12 novembre 1954[16] ;
- Luçay-le-Mâle - Buzançais, fermée le 27 septembre 1980, au trafic des voyageurs et totalement en 1988.

Le trafic des marchandises, qui nécessite un transbordement de wagon à wagon, en raison de la différence d'écartement, cesse en 1988. Toutefois, la section d'Argy à Buzançais est mise à voie normale pour permettre la desserte d'un silo, situé à proximité de la gare d'Argy, à partir de la ligne de Joué-lès-Tours à Châteauroux.
Dans le cadre du service Fercam (fer et camion) de Fret SNCF, le trafic de marchandises est suspendu le 15 janvier 1989.
La ligne est aujourd'hui réduite à la section de Salbris à Valençay, via Romorantin-Lanthenay exploitée en TER par la CBA. Elle est en correspondance avec le réseau à voie normale à Salbris (ligne des Aubrais - Orléans à Montauban-Ville-Bourbon) et à Gièvres (ligne de Vierzon à Saint-Pierre-des-Corps). La section de ligne située dans le département de l'Indre (de Luçay-le-Mâle à Argy), est inscrite au titre des monuments historiques en 1993.

### Réorganisation de l'exploitation et modernisation
- BA métrique - exploitation commerciale
- BA métrique - exploitation touristique
- BA métrique - voie déposée
- BA voie normale - exploitation commerciale
- SNCF voie normale - exploitation commerciale

Plan de la ligne du Blanc-Argent (BA) en 2024.

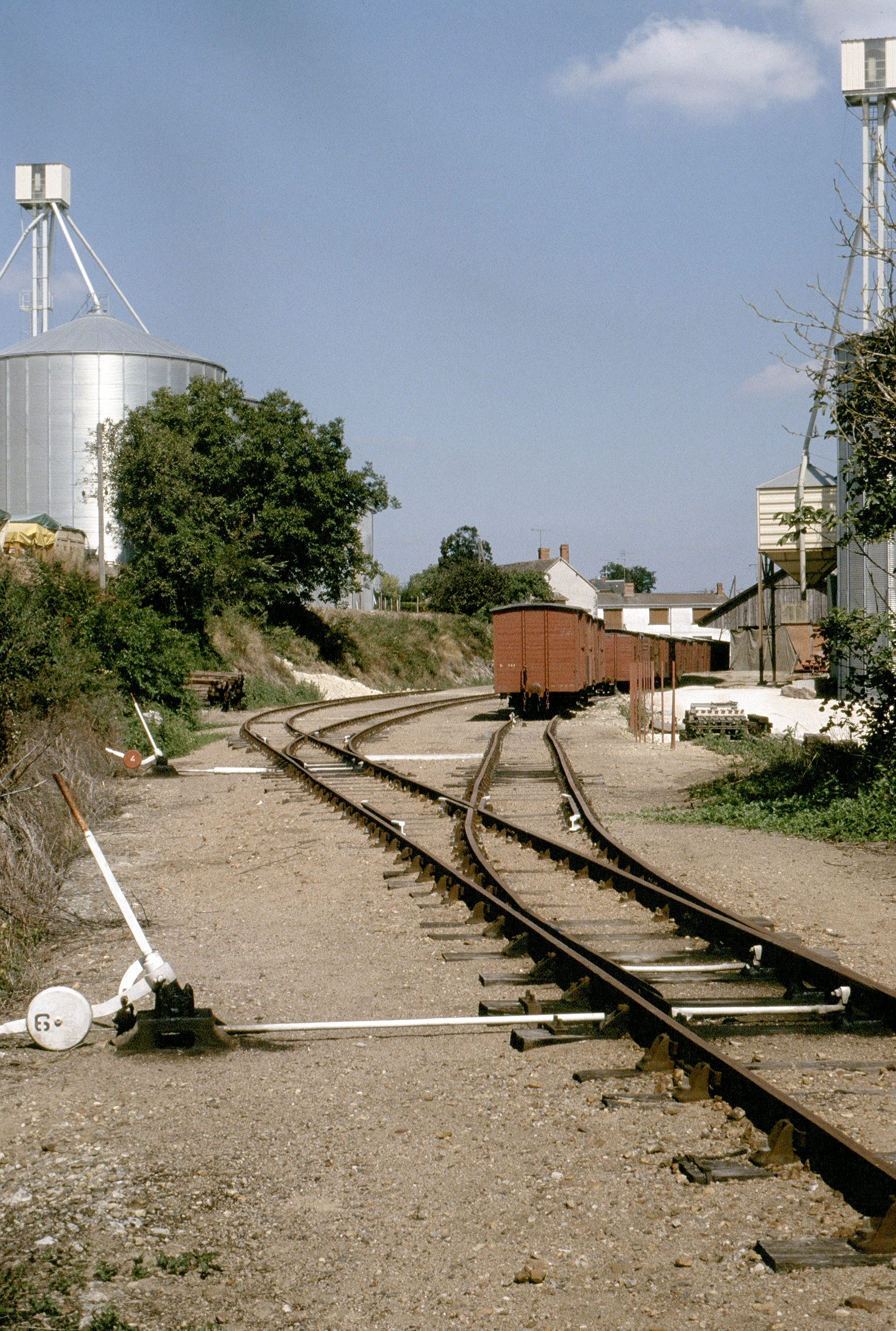
La gare de Luçay-le-Mâle, en 1993.

La section comprise entre Valençay et Argy est desservie d'avril à octobre par les trains touristiques de l'association SABA Train du Bas-Berry[réf. nécessaire].
La section de Valençay à Luçay-le-Mâle est suspendue au trafic de voyageurs, au mois d'octobre 2009. L'arrêt des circulations est décidé dans le cadre d'un contrôle technique, assuré par la SNCF et RFF. Toutefois, depuis le 29 juin 2019, à la suite de travaux entrepris et de la signature d'une nouvelle convention, la section de Valençay à Luçay-le-Mâle est à nouveau desservie en été par la SABA dans le cadre de l'exploitation touristique du Train du Bas-Berry.
Le 13 juin 2010, dans le cadre de décisions de sécurité de la part de la SNCF, la vitesse est limitée temporairement à 40 km/h, sur l'ensemble de la ligne, au lieu des 70 km/h. La vitesse des trains entre Valençay et Argy est limitée à 30 km/h.
Le 2 décembre 2011, RFF et la région Centre ont trouvé un accord sur le financement de la modernisation de la ligne, pour un coût de 13,6 millions d'euros (8,85 millions d'euros pour la région Centre ; 4,5 millions pour RFF et une contribution locale 0,25 million). Elle inclut un renouvellement voie ballast sur 38 km permettant d'atteindre des vitesses de pointe de 70 km/h, par la réutilisation de 76 km de rails de réemploi provenant de la LGV Atlantique, accompagnée de traverses neuves et d'un ballastage complet en remplacement de la voie en rails à « double champignon » datant de l'origine de la ligne. 
À la suite de ces travaux, la réouverture de la ligne s'est traduite par une exploitation en deux parties : entre Salbris et Romorantin-Blanc-Argent d'une part, entre Romorantin et Valençay d'autre part, sous le régime de la « navette » de 2012 à 2015. Cette particularité a été supprimée en 2015 : il est de nouveau possible d'effectuer le trajet de Salbris à Valençay sans changement à Romorantin.
Les deux derniers passages à niveau manuels de la section TER de la ligne, à barrières oscillantes, situés à Selles-Saint-Denis (PN no 325) et Chabris (PN no 248) ont été remplacés par des passages à niveau automatiques type SAL 2 en 2017. 
Il reste encore deux passages à niveau manuels à barrières oscillantes, le PN 192 à Luçay-le-Mâle et le PN 157 à Heugnes, ainsi que trois autres passages à niveau manuels à barrières pivotantes, le PN 187 (Richepot) et le PN 184 (Terre-Neuve), tous les deux situés sur la commune de Luçay-le-Mâle ainsi que le PN 179 (La Ferrière), situé sur la commune d'Ecueillé. Les PN à barrières oscillantes no 177 (Ecueillé) et pivotantes no 139 (Argy) ont été remplacés par des barrières automatiques de type SAL2 FC, par la SABA, association exploitante de cette section.

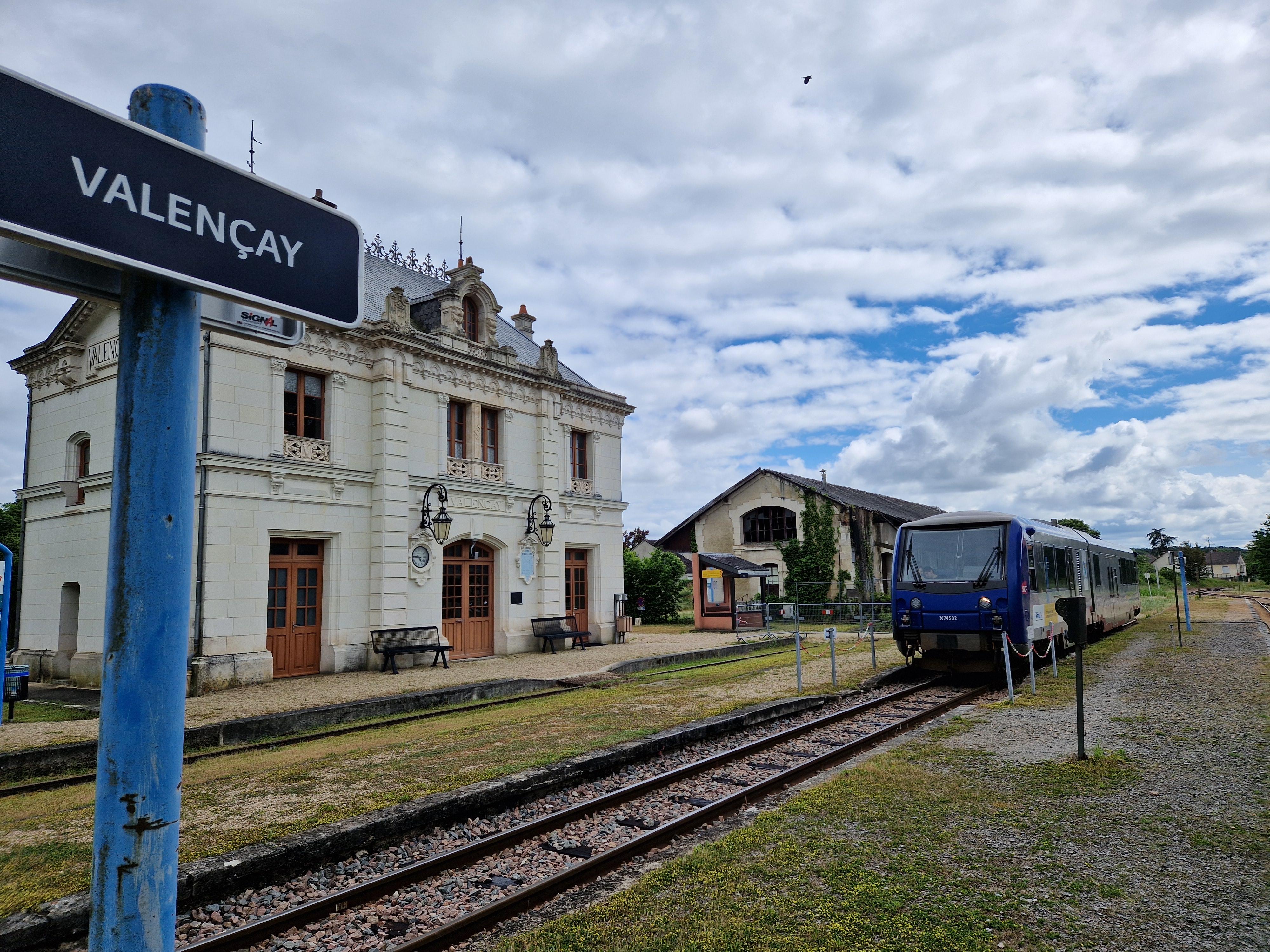
Un autorail X 74500 à Valencay en juin 2024.

Les autorails X 74500 sont munis au début de l'année 2016 du DAAT (dispositif d'arrêt automatique des trains), en même temps que la ligne, équipement exigé sur toute ligne à voie unique utilisée pour le transport des voyageurs. Le tronçon Valençay — Luçay-le-Mâle n'est pas équipé du DAAT car les trains touristiques du Bas-Berry y circulent ; de ce fait, les X 74500 ne peuvent y assurer de service et le trafic commercial est transféré par autocars sur cette section.

## Description de la ligne

### Tracé et profil
Les communes traversées aujourd'hui par la partie exploitée de la ligne sont : Valençay, Varennes sur Fouzon, Chabris, Gièvres, Pruniers en Sologne, Romorantin-Lanthenay, Villeherviers, Loreux, Selles-St-Denis, La Ferté-Imbault et Salbris, toutes équipées de gares ou de haltes. C'est une des dernières lignes de France à desservir toutes les communes qu'elle traverse.[réf. nécessaire]
Le point culminant de la ligne se situe à 187 m d'altitude, au PK 261, sur la commune de Heugnes. La ligne traverse la Sologne et le Bas-Berry permettant de grands alignements droits grâce au relief peu accidenté. Le tracé est plus capricieux, composé de courbes et contrecourbes dans la ville de Romorantin, afin de contourner le centre-ville, ainsi que dans les environs de Luçay-le-Mâle, Écueillé, et Heugnes.

### Gares ferroviaires

#### Gares en service
- Buzançais (Train Touristique du Bas-Berry)
- Argy (Train Touristique du Bas-Berry)
- Pellevoisin (Train Touristique du Bas-Berry)
- Heugnes (Train Touristique du Bas-Berry)
- Écueillé (Train Touristique du Bas-Berry)
- La Foulquetière (Train Touristique du Bas-Berry)
- Luçay-le-Mâle (Train Touristique du Bas-Berry et car SNCF)
- La Gauterie (Train Touristique du Bas-Berry et car SNCF)
- Valençay
- Varennes-sur-Fouzon
- Chabris
- Gièvres
- Pruniers
- Base aérienne
- Les Quatre-Roues
- Romorantin-Blanc-Argent
- Faubourg-d'Orléans
- Villeherviers
- Loreux
- Selles-Saint-Denis
- La Ferté-Imbault
- Salbris

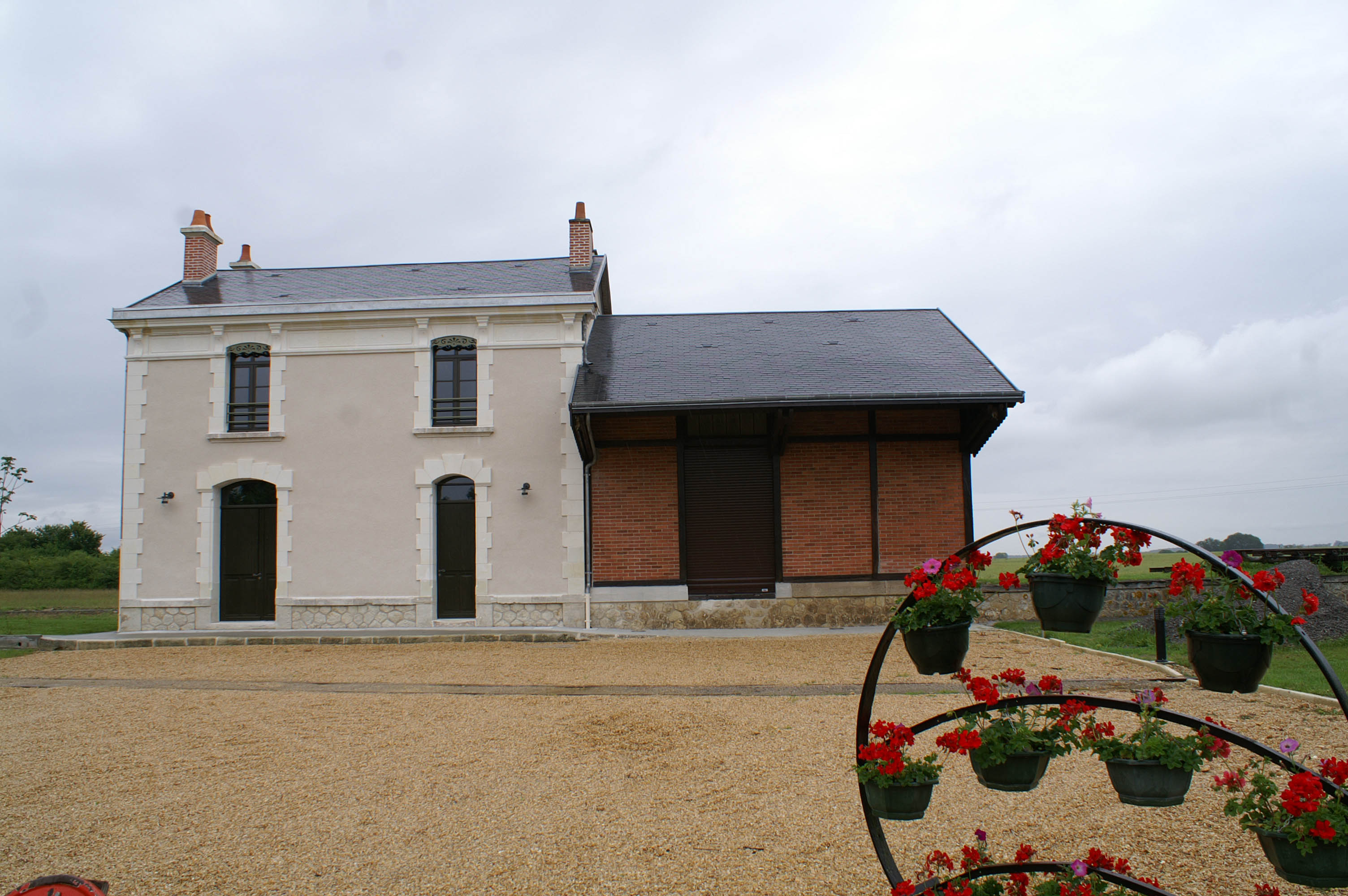
La gare d'Argy en 2010.
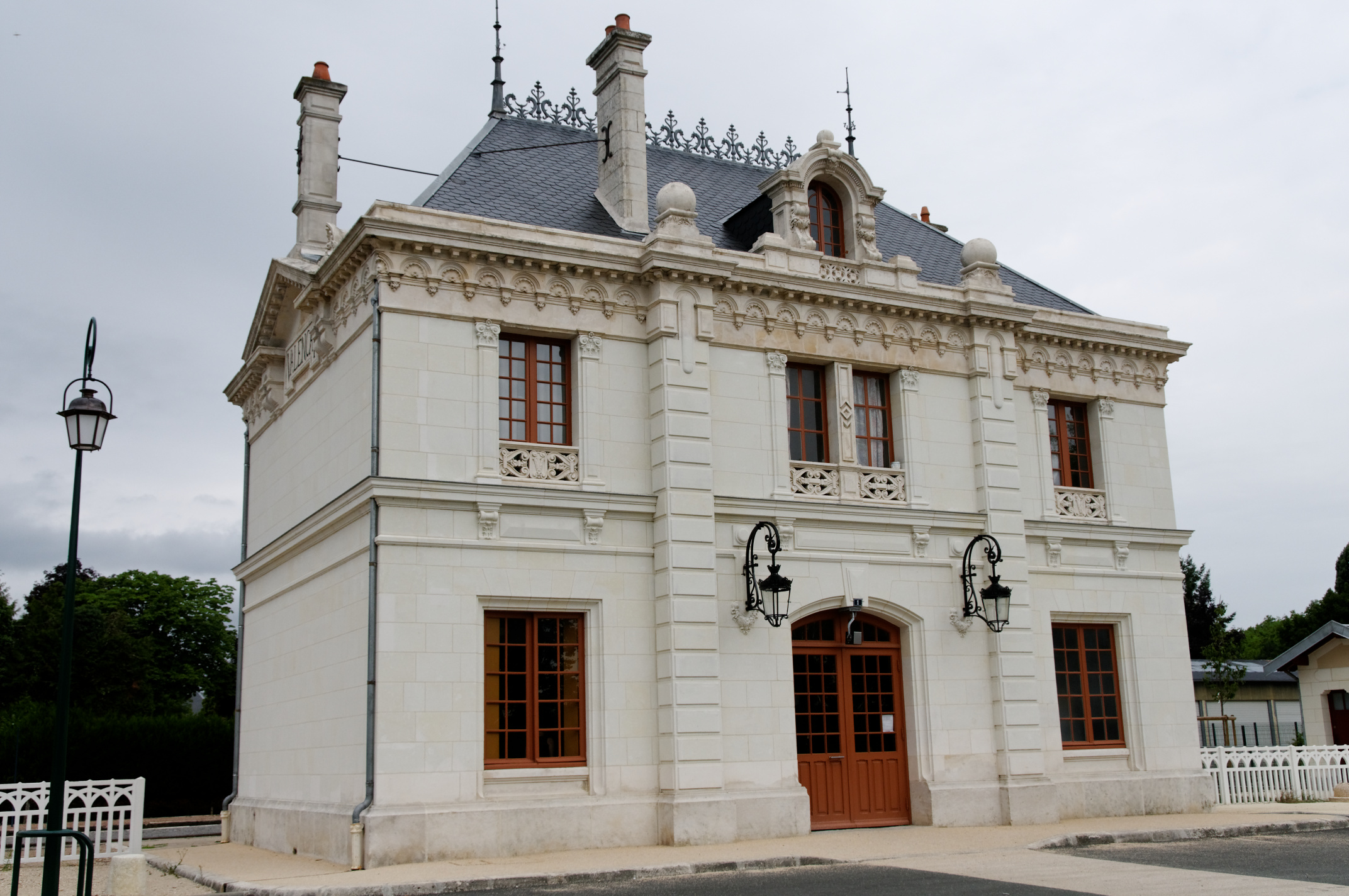
La gare de Valençay en 2010.
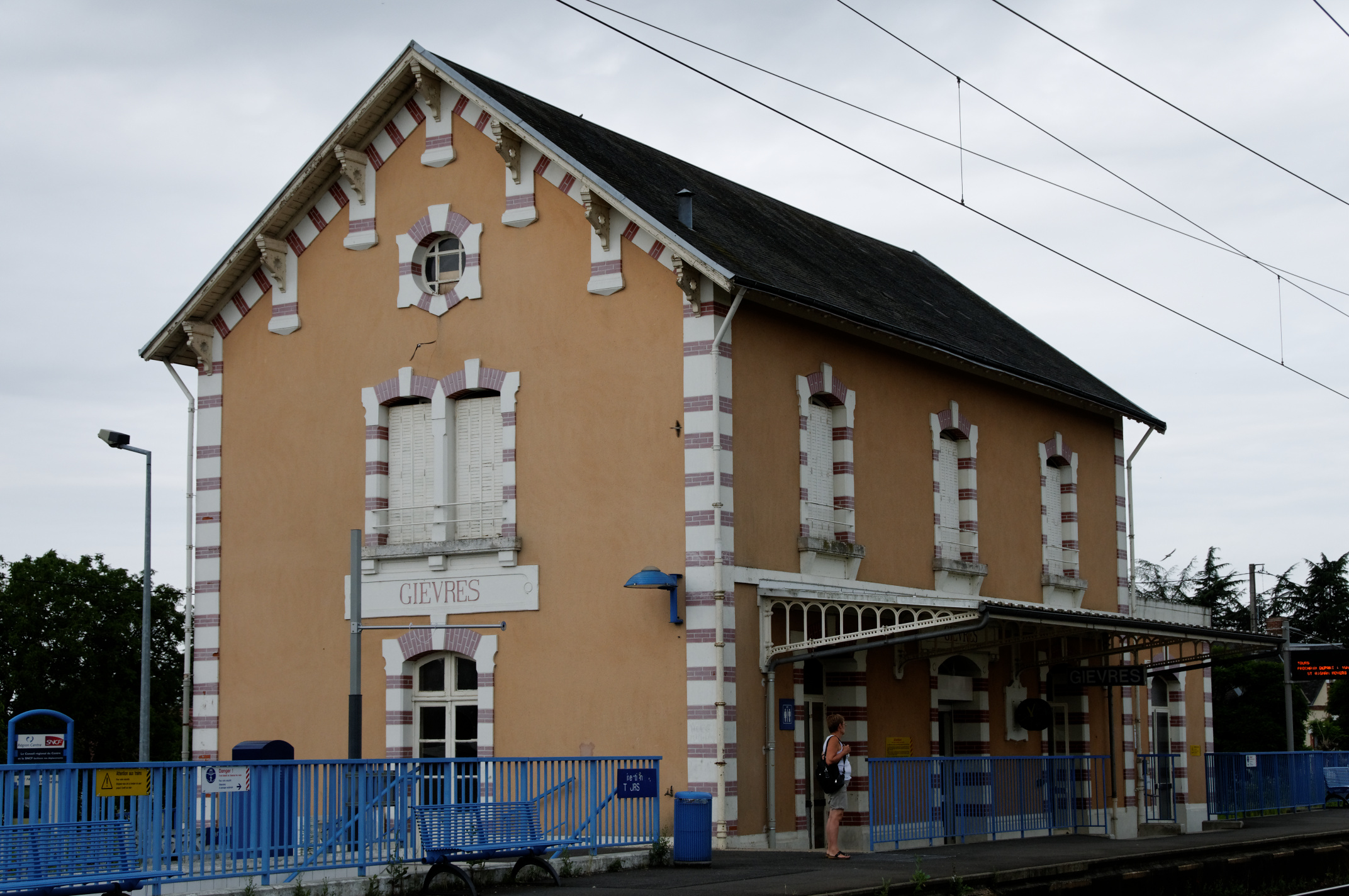
La gare de Gièvres, en 2010.
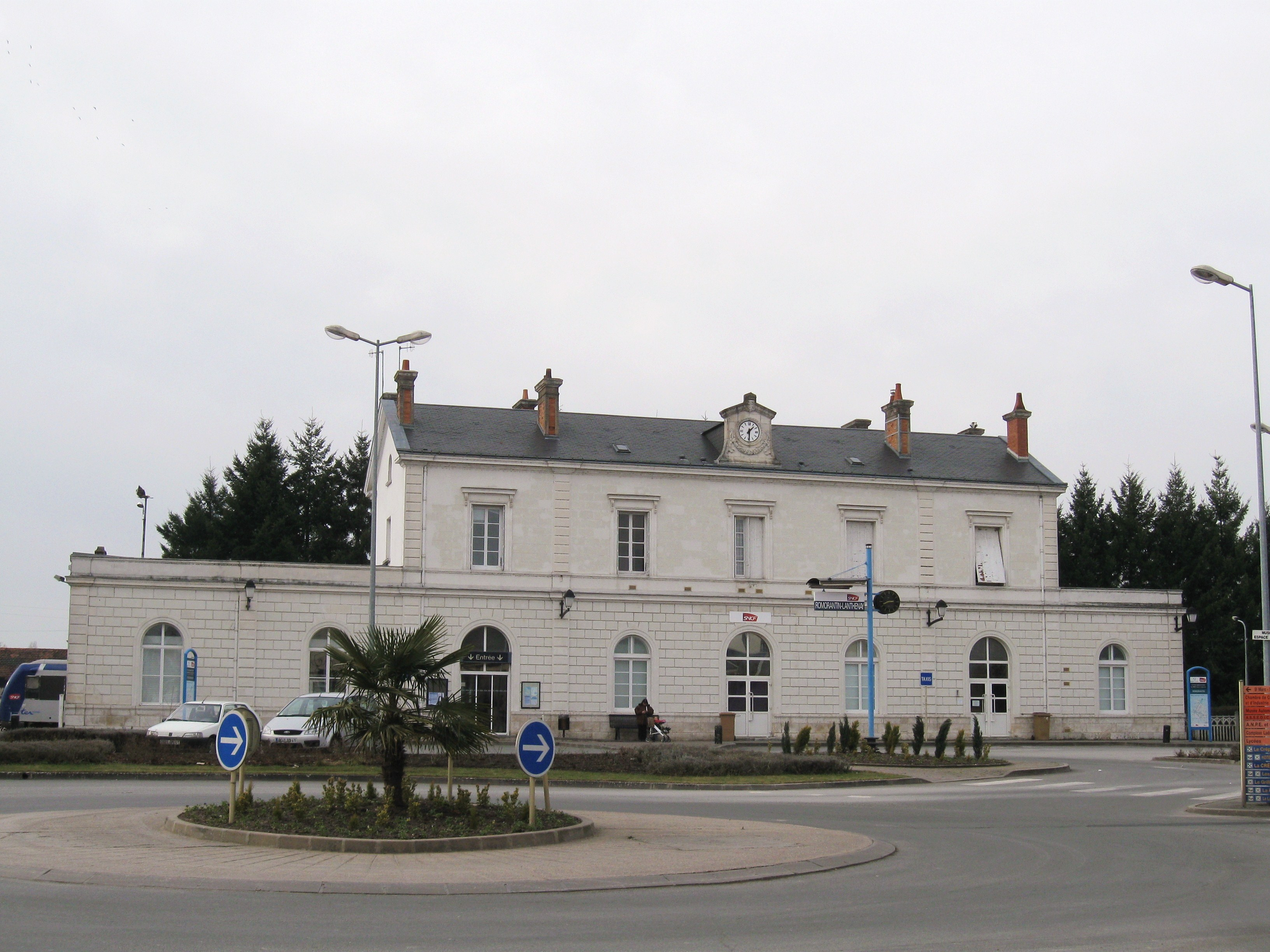
La gare de Romorantin-Blanc-Argent, en 2009.
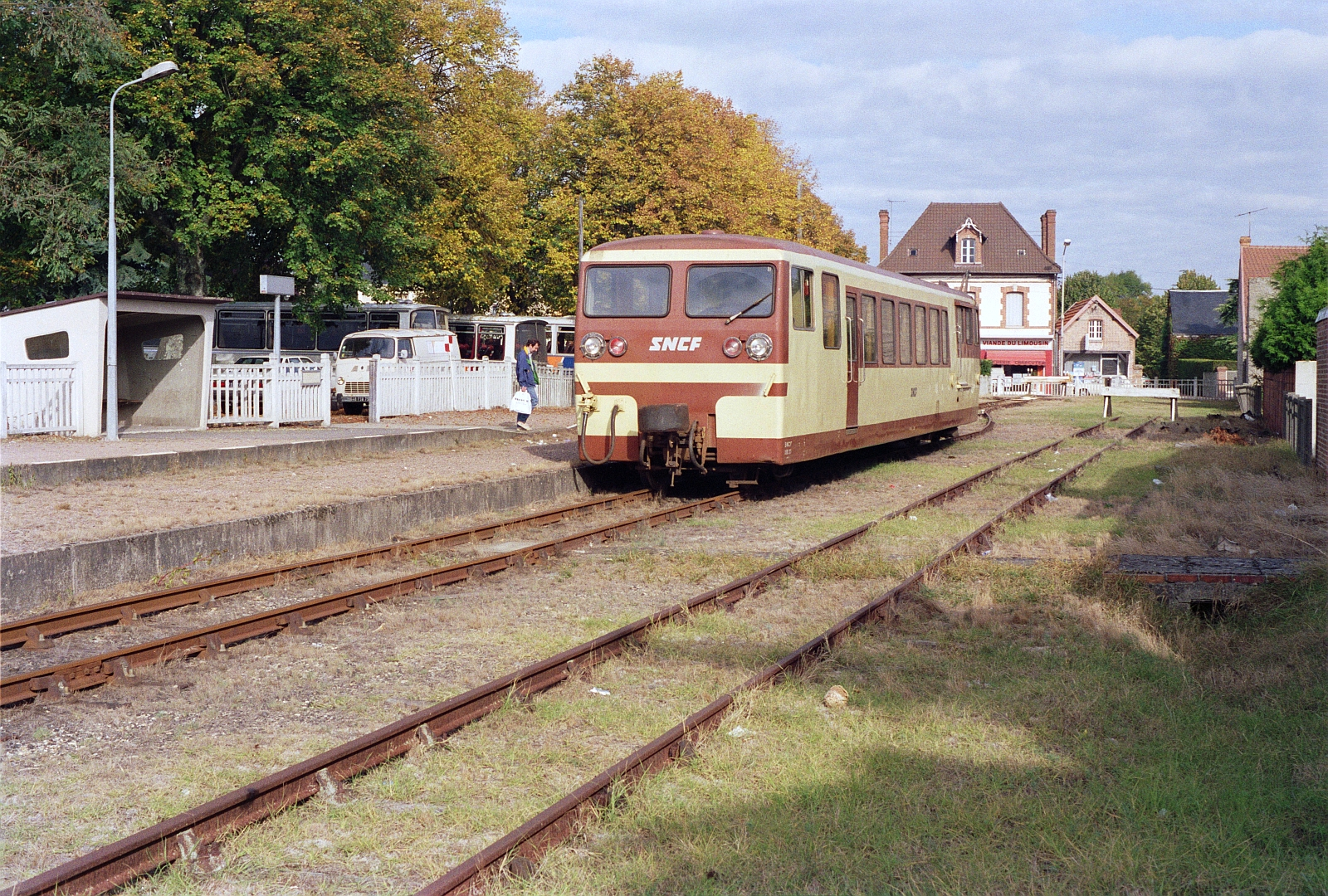
La gare de Salbris, côté voies du BA en 1989.

#### Gares fermées ou désaffectées
- Le Blanc
- Azé
- Douadic
- Lingé
- Saint-Michel-Saint-Cyran
- Mézières-en-Brenne
- Subtray
- Sainte-Thérese
- Vendœuvres
- Chaventon
- Bonneau-Habilly
- Juscop
- Terre-Neuve
- Les Loges
- Souesmes
- Pierrefitte-sur-Sauldre
- Brinon-sur-Sauldre
- Clémont
- Argent-sur-Sauldre

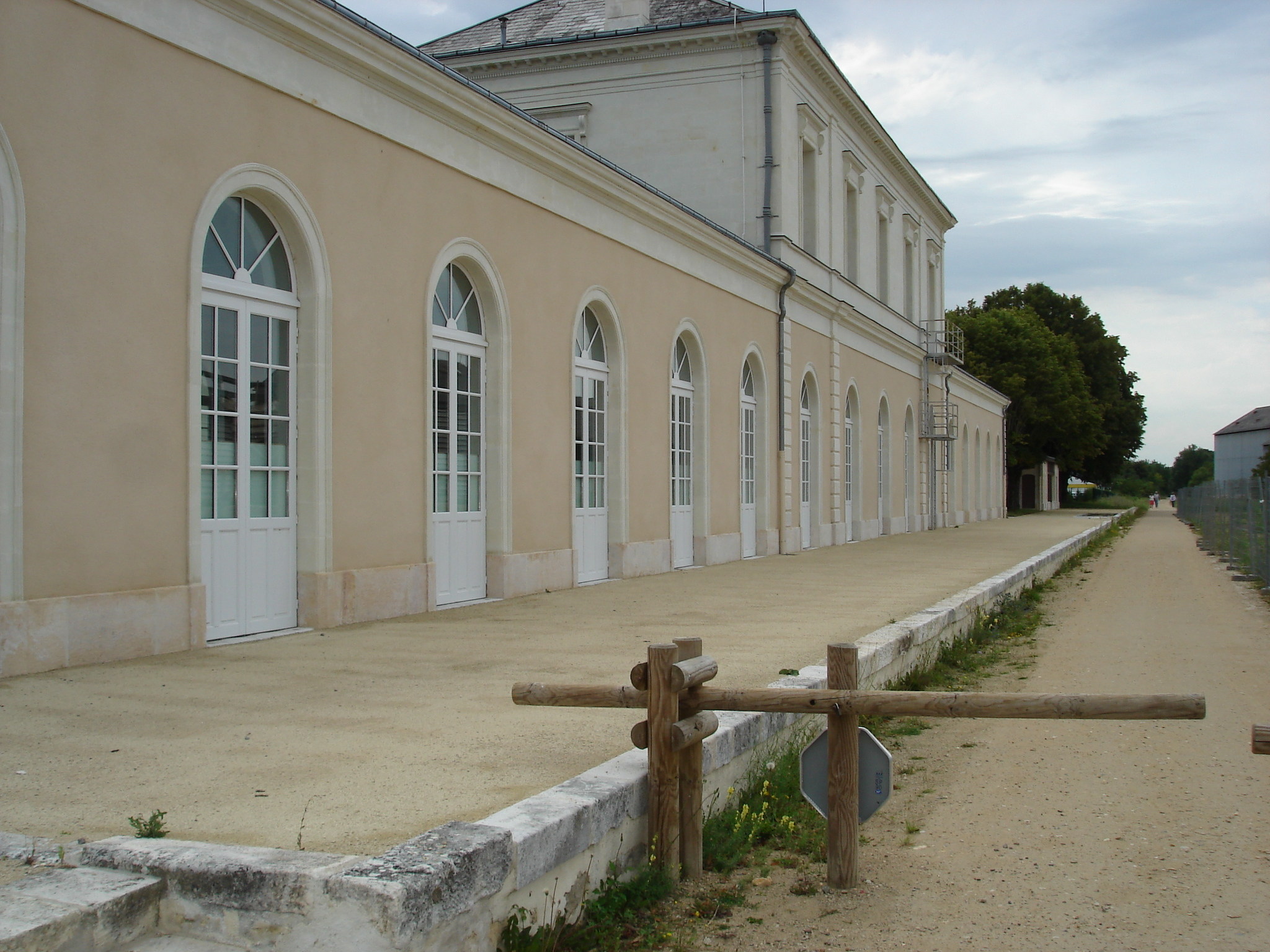
L'ancienne gare du Blanc, en 2011.

## Exploitation et desserte
Propriété de SNCF Réseau, la ligne est exploitée par la Compagnie du Blanc-Argent, pour le compte de SNCF Voyageurs. Cette compagnie fut longtemps une société à capitaux familiaux avant d'être rachetée en 2000 par Keolis, (filiale de la SNCF), dans le cadre du service TER Centre-Val de Loire.
Après un appel d'offres, Keolis a obtenu un renouvellement de sa convention d'exploitation avec la SNCF pour la période septembre 2015-31 décembre 2021.
De Salbris à Valençay, la desserte est assurée par des trains régionaux du réseau TER Centre-Val de Loire. Chaque jour ouvrable de la semaine, quatre allers-retours sont assurés, auxquels s'ajoutent deux allers-retours entre Salbris et Romorantin, complétés par deux missions supplémentaires de Romorantin vers Salbris, et trois autres allers-retours entre Romorantin et Valençay, complétés par une mission supplémentaire de Romorantin vers Valençay. L'offre est complétée par des autocars, qui assurent tout ou partie de la desserte de Salbris à Valençay. Des autocars assurent également une desserte entre Valençay et Luçay - Le Mâle. Le samedi et le dimanche, l'offre est exclusivement ferroviaire. En 1996 la ligne du Blanc-Argent transporte 400 000 passagers par an dont 40 % de jeunes (scolaires et étudiants) contre 180 000 en 1976.

## Matériel roulant

### Matériel d'origine

#### Locomotives à vapeur
À l'origine, seize locomotives de type 030 tender assurent la traction des trains. Ces machines pèsent 15,5 tonnes et sont timbrées à 10 kg. Elles sont fournies par deux constructeurs : 
- les ateliers de construction du Nord de la France à Blanc-Misseron, pour les 21 à 28 en 1901, numéros de construction 253 à 260 ;
- la maison Buffaud & Robatel à Lyon, pour les 29 à 36, en 1902.

#### Voitures voyageurs
- 8 voitures 1re classe, no A 1 à 8.
- 38 voitures 2e classe, no B 21 à 58.
- 10 voitures 1re et 2e classe, no AB 81 à 90.

#### Wagons marchandises
- Wagons couverts : K 201 à 275 (1902-1908).
- Wagons couverts : K 276 à 285 (1922).
- Wagons tombereaux : I 301 à 325, puis TK 301 à 325 (1902).
- Wagons tombereaux : I 326 à 335, puis TK 326 à 335 (1922).
- Wagons plats : H 401 à 415, puis N 401 à 415.
- Wagons plats : H 416 à 420, puis N 416 à 420.
- Wagons plats : HH 421 à 456, puis N 421 à 456.
- Wagons plats : HHf 457 à 460, puis N 457 à 460.
- Wagons plats à traverse pivotante : L 501 à 510 et L 601 à 602.

#### Wagons spéciaux
- Wagon plat : (groupe désherbeur) N420.
- Wagon grue : Z-1.

### Matériel complémentaire

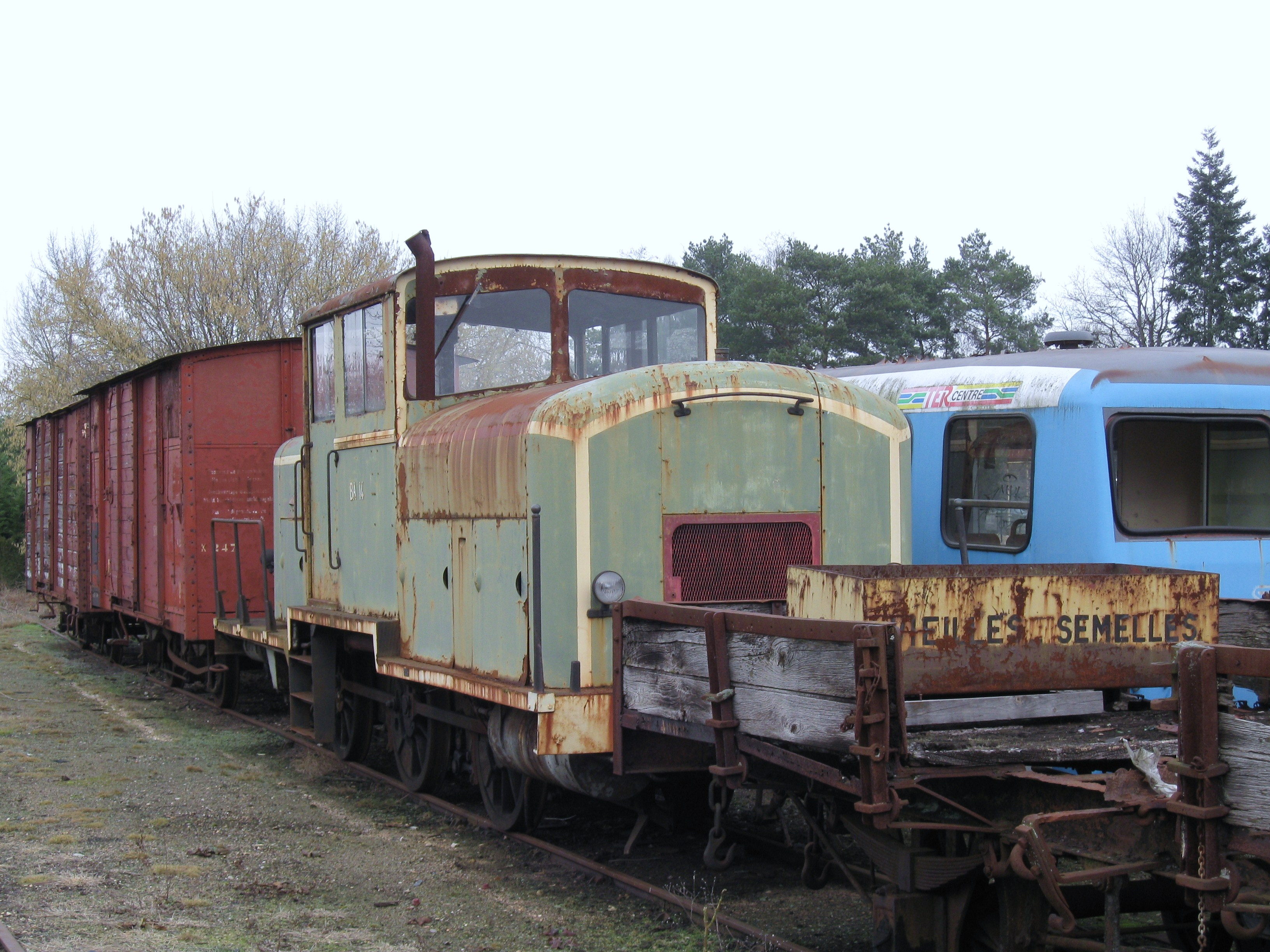
Locotracteur no 14 à Romorantin (2009).

Des locomotives à vapeur ont été acquises en seconde main :
- une machine 120 du PO-Corrèze, no 63 ;
- une machine Corpet-Louvet, no 103 (1912/1913), provenant des tramways de l'Ain, ex chemins de fer du Centre sera no 41. Elle sera transférée sur le PO-Corrèze puis sur le Réseau breton

Des locotracteurs ont été construits sur châssis de locomotives :
- locotracteur 11, ex CFD, locomotive no 8 (1946), 8-2 (1952) BA, préservé GECP ;
- locotracteur 12, ex CFD, locomotive no 2 (1945), 20-2 1952 BA, préservé Train du Bas-Berry ;
- locotracteur 13, Ateliers du BA Romorantin, 04 (1953), ex locomotive no 25, Blanc-Misseron, no 257 (1901) ;
- locotracteur 14, Ateliers du BA Romorantin, 12 (1953), ex locomotive no 28, Blanc-Misseron, no 260 (1901).

Des autorails ont été acquis en seconde main : 
- autorails De Dion-Bouton 181 à 183 puis ZZ 11 à 13, recarrossés par Heuliez  (acquis auprès des tramways du Loiret) ;
- autorails De Dion-Bouton type MZ 21 à 24 moteur Willème 6cyl-150cv (acquis auprès des auprès des tramways de l'Ain) ;
- autorails Billard type A 80D , 31 , 32 et 311 , 312, ex CFD Charentes puis Yonne (acquis auprès auprès des CFD) ;
- autorails Verney X 211 et 212, remorque 703 (acquis auprès du PO-Corrèze) ;
- autorails De Dion-Bouton type OC2 X 201 à 206 (acquis auprès du Réseau breton).

Autorails
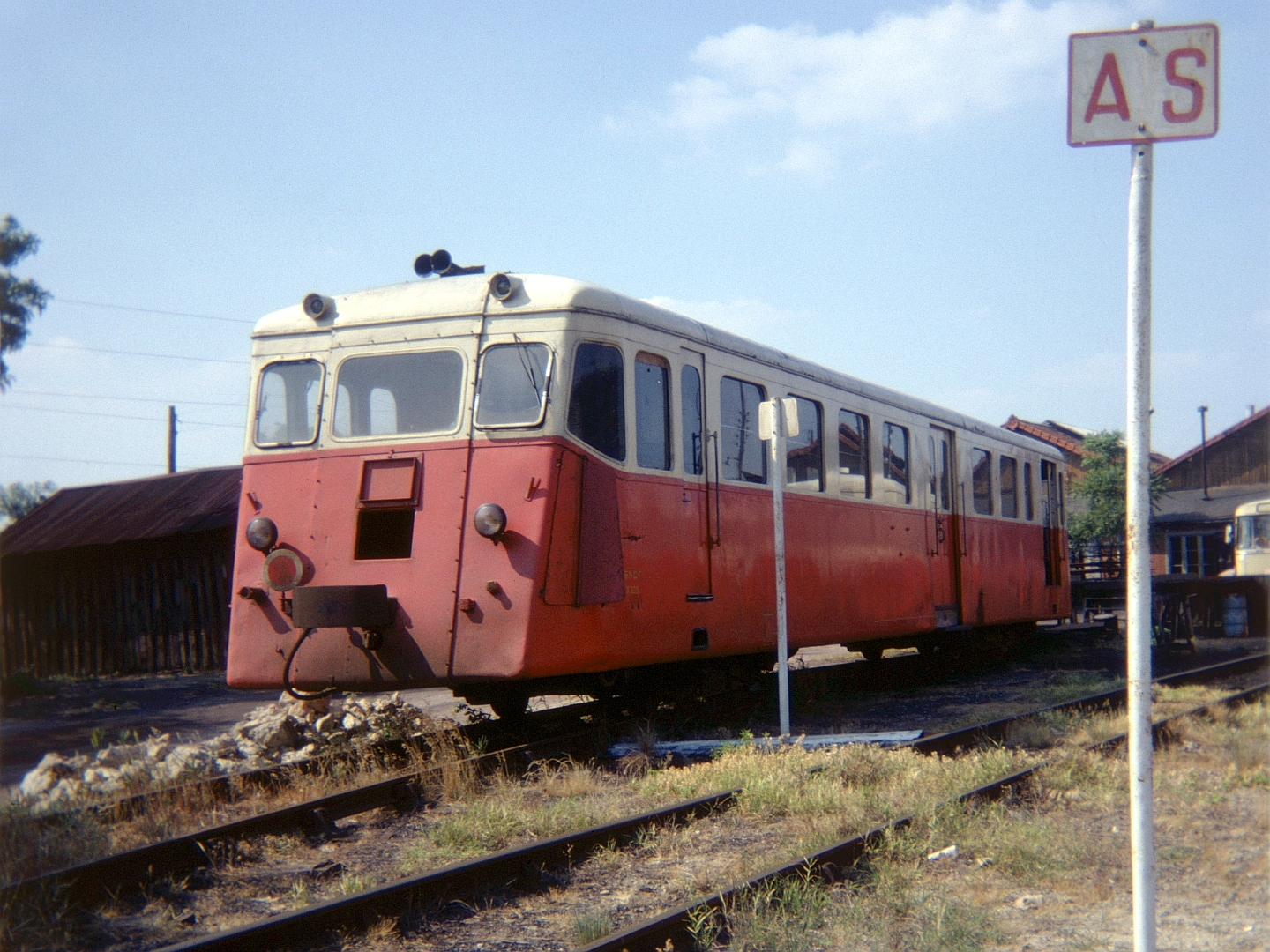
De Dion OC2 (1976).
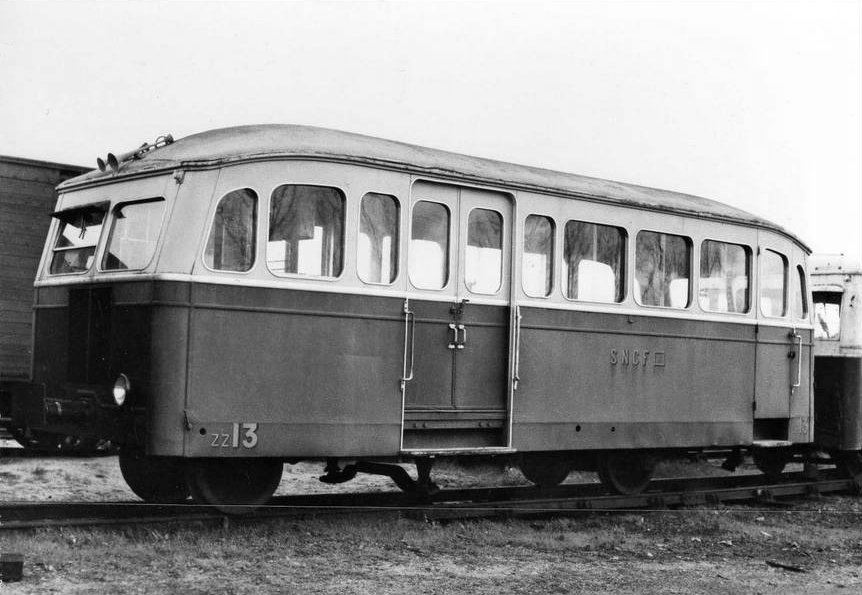
De Dion, no ZZ13, ex Tramway du Loiret, recarrossé par Heuliez.
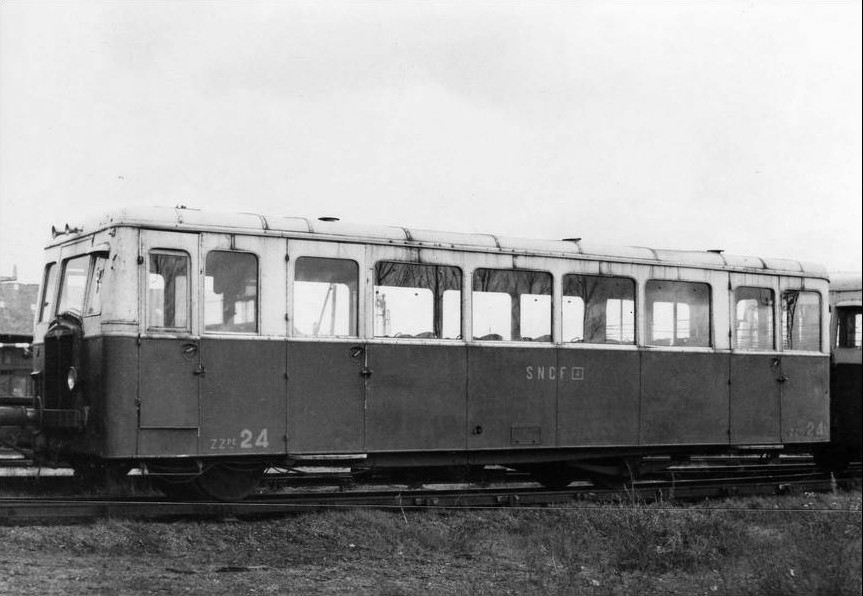
Autorail de Dion Bouton, no 24 , ex Tramways de l'Ain.
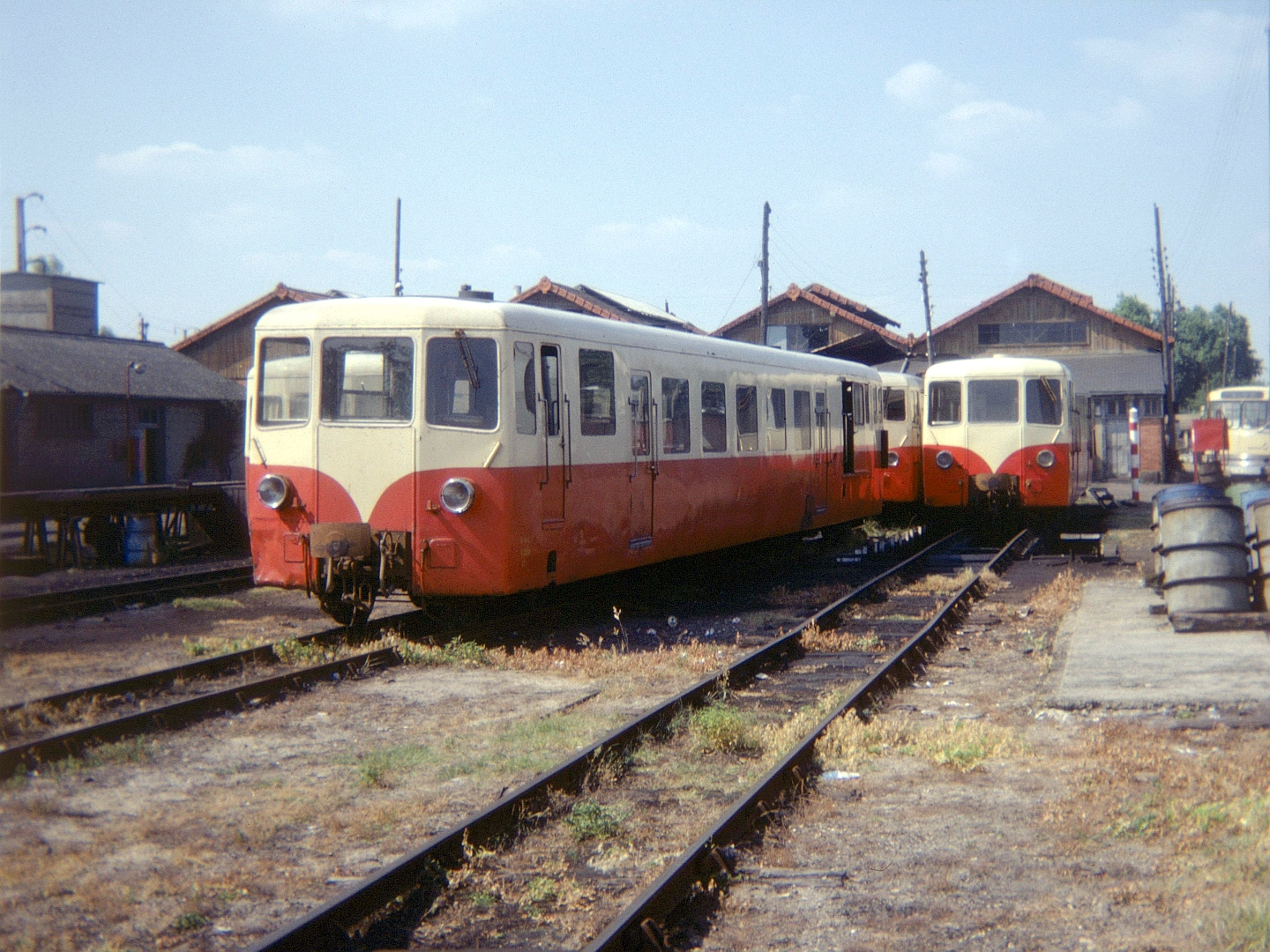
Dépôt de Romorantin et autorails Verney (1976) X 220.
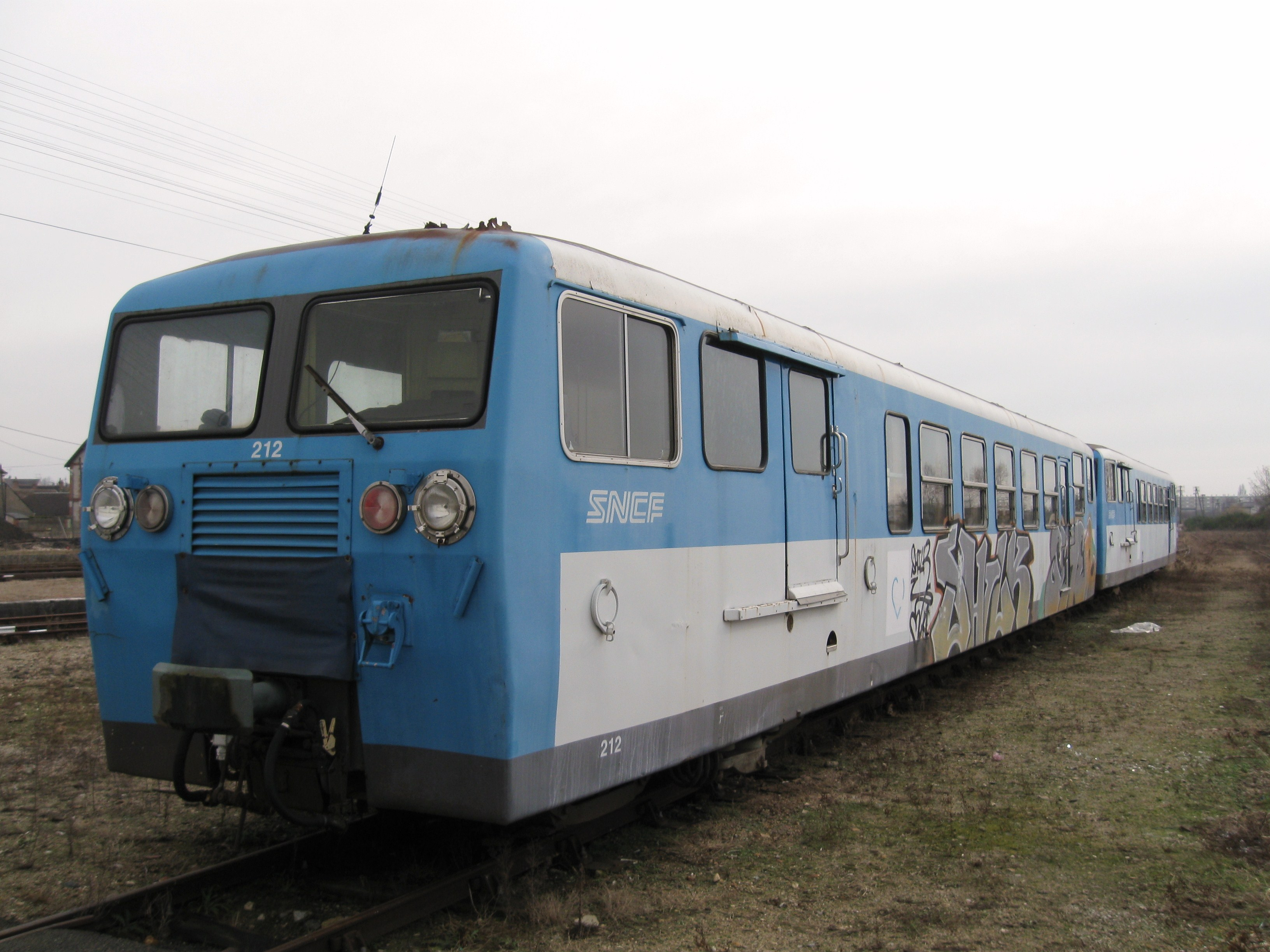
Verney X 212 à Romorantin (2009).

Des autorails ont été acquis livrés neufs :

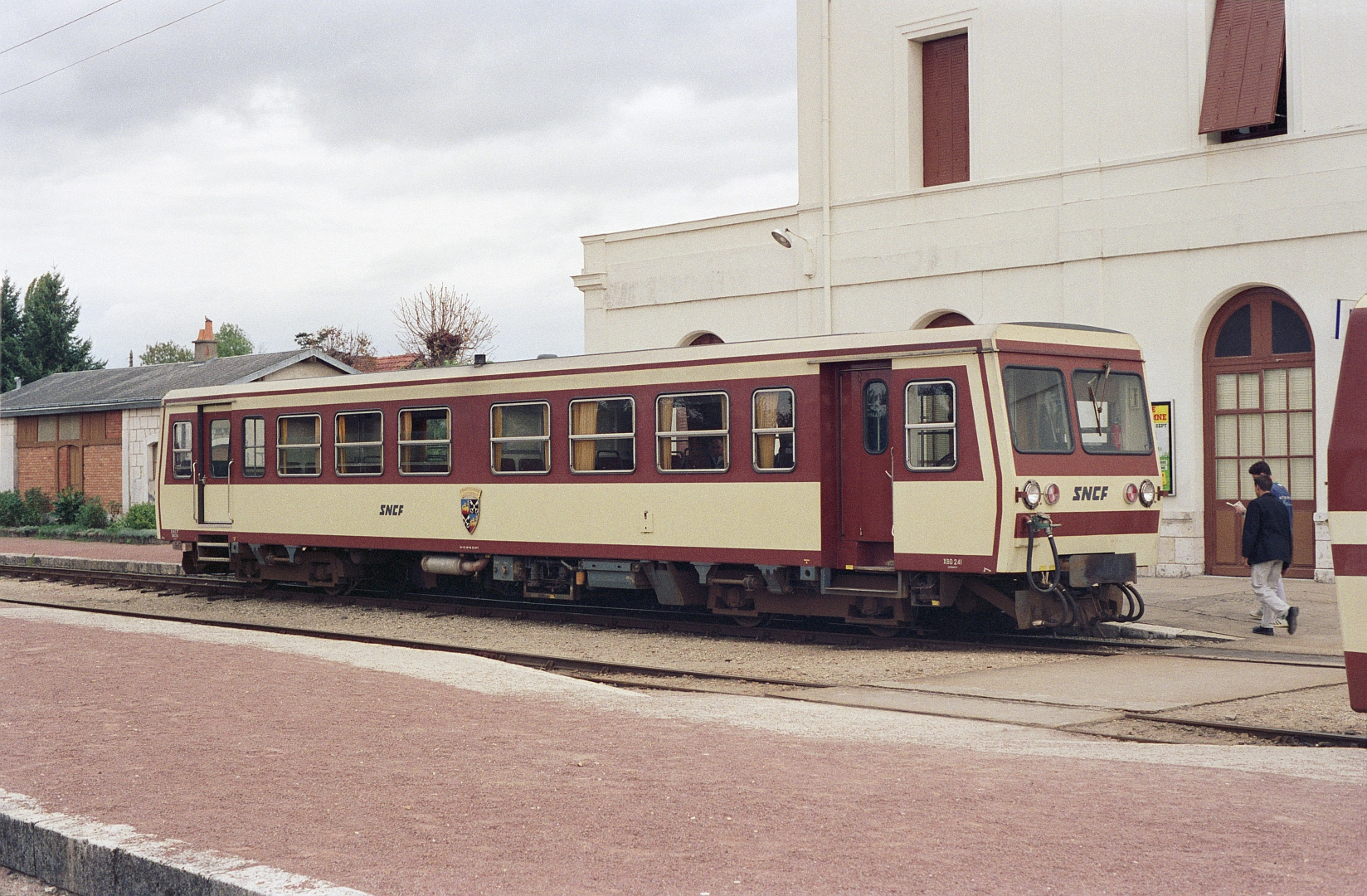
X 241 en livrée d'origine.

- autorail Renault-Scémia type SC4, 1925, à 2 essieux ;
- autorails Verney (X 221-224, 1950, remorques 701-702) ;
- autorails CFD Socofer (X 241-42, acquis en décembre 1983 et janvier 1984, baptisés respectivement « Romorantin-Lanthenay » et « Valençay », ont été rénovés en 2009 par le technicentre industriel de Nevers) et remis en service  le 3 mai 2010. N'ayant pas été équipés du DAAT, ils ne sont plus utilisés depuis le 13 juin 2015 par la CBA[24] ; ils ont été rétrocédés à la SABA qui les utilise désormais pour les dessertes estivales du Train du Bas-Berry.
- autorails articulés CFD (X 74501 à 74505), livrés en 2002[24].

Des voitures ont été louées en 1940, à la société générale des chemins de fer économiques, (réseau de l'Allier) :
- 11 voitures Bf 211-212, 219-224, 351-353 ;
- 6 voitures ABf 57-62 ;
- 13 voitures ABDf 111-123.

Seules 15 voitures seront affectées au BA : 
- ABDf 111-112, 119, renumérotées ABDf 121 à 123 ;
- Bf 211-212, 220-221, 223-224, 353, renumérotées Bf 61-67 ;
- ABf 57-61, renumérotées ABf 91-95 ;

Les 15 autres sont vendues :
- 2 unités sont vendues au chemin de fer Valmondois-Marines (Bf 219 & 222) ;
- 13 unités sont vendues à la Kriegsmarine, pour desservir la base navale de Lorient, sur les voies des Chemins de fer du Morbihan (ABDf 113-118, 120-123, ABf 4, Bf 351-352).

Des fourgons Dp 51, 57 & 58 ex PO-Corrèze.
Des wagons plats à bogies ont été acquis auprès du Réseau breton :
- HM 2006 ;
- HM 2007 ;
- HM 2014 ;
- HM 2016 ;
- HM 2017 ;
- HM 2019 ;

Des wagons couverts, acquis au  PO-Corrèze, série 100.
Des wagons tombereaux, acquis auprès de la SE Centre, numérotés TK 336 à 350.
Des wagons tombereaux, acquis au PO-Corrèze, numérotés TK 351 à 367.
Des wagons plats, acquis auprès de la SE Centre, numérotés dans la série H 601 à 651.

Voitures et wagons
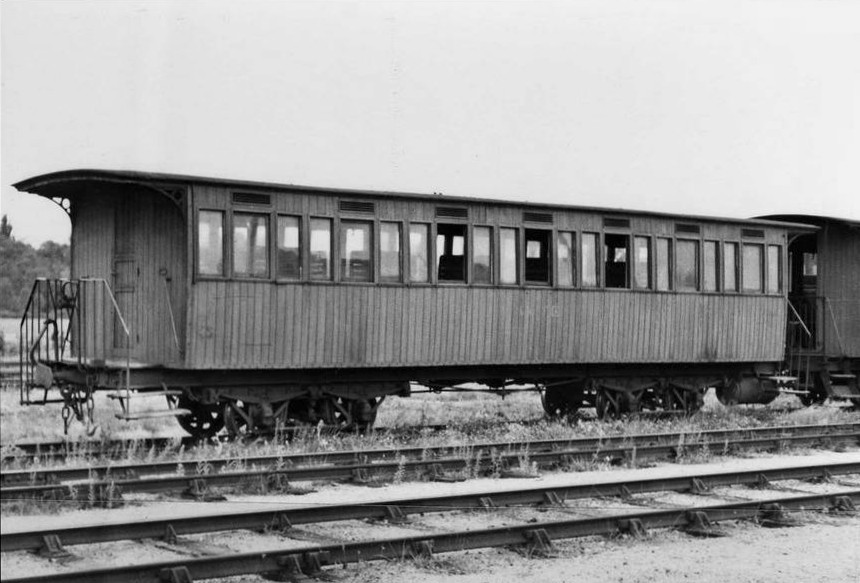
Voiture ex SE Allier, série Bf 61 à 67.
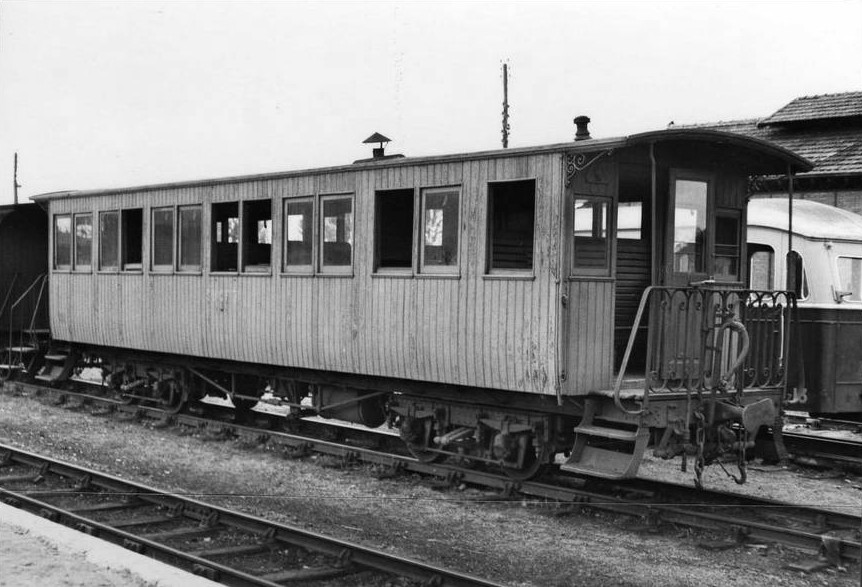
Voiture ex-SE Allier, ABf 91 à 95.
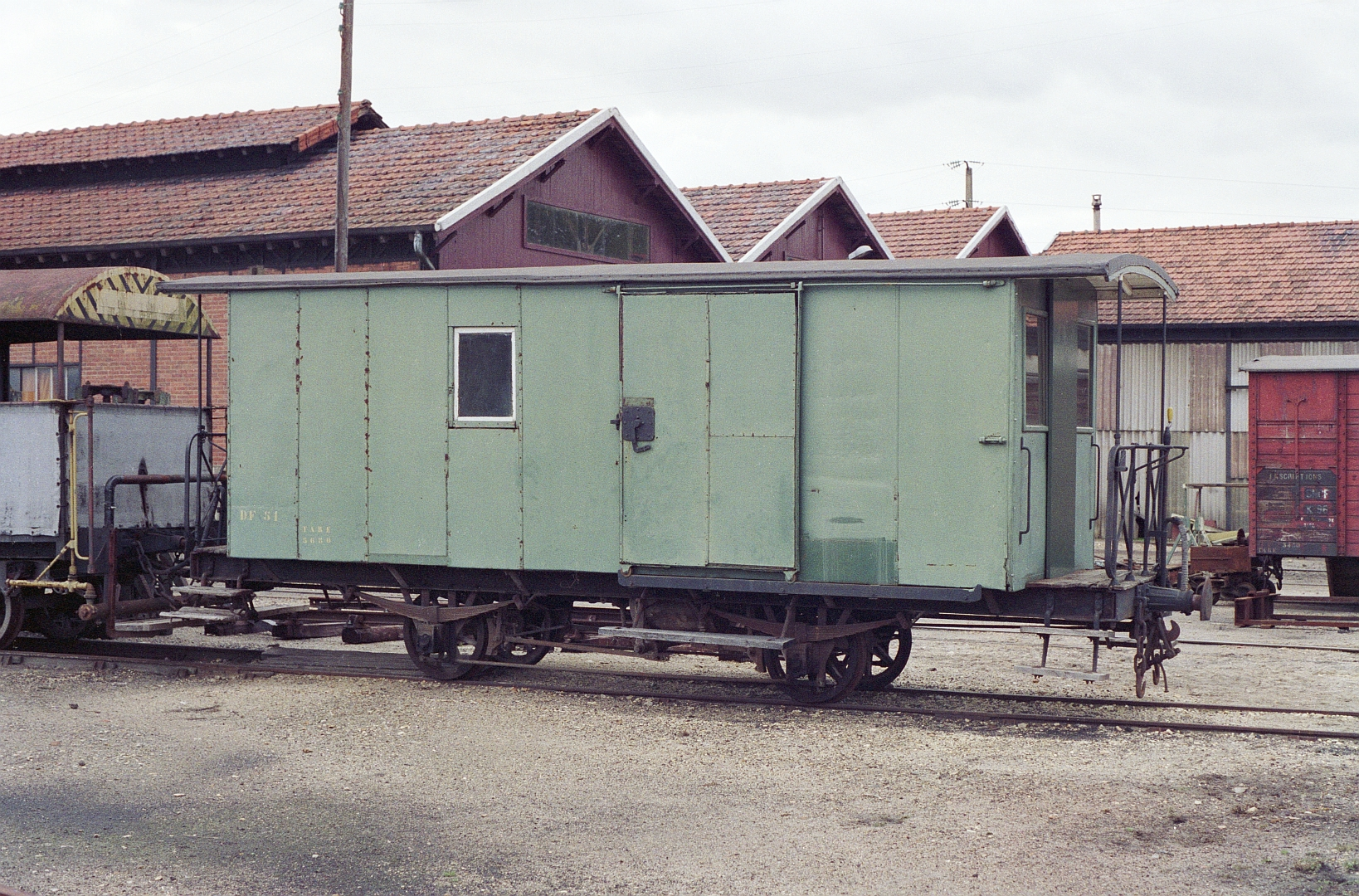
Fourgon DF-51 ex POC.
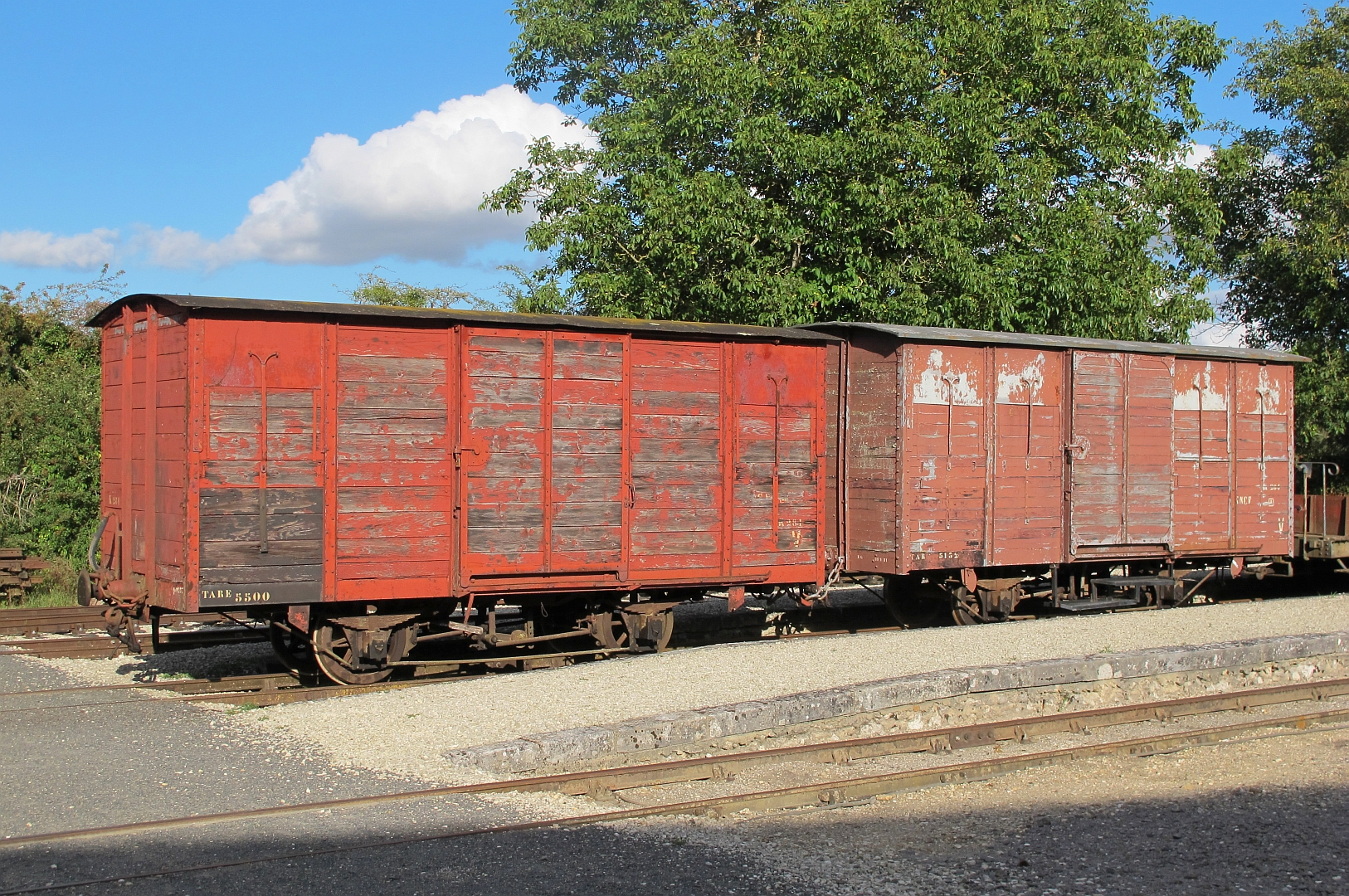
Wagons K 281 et K 204.
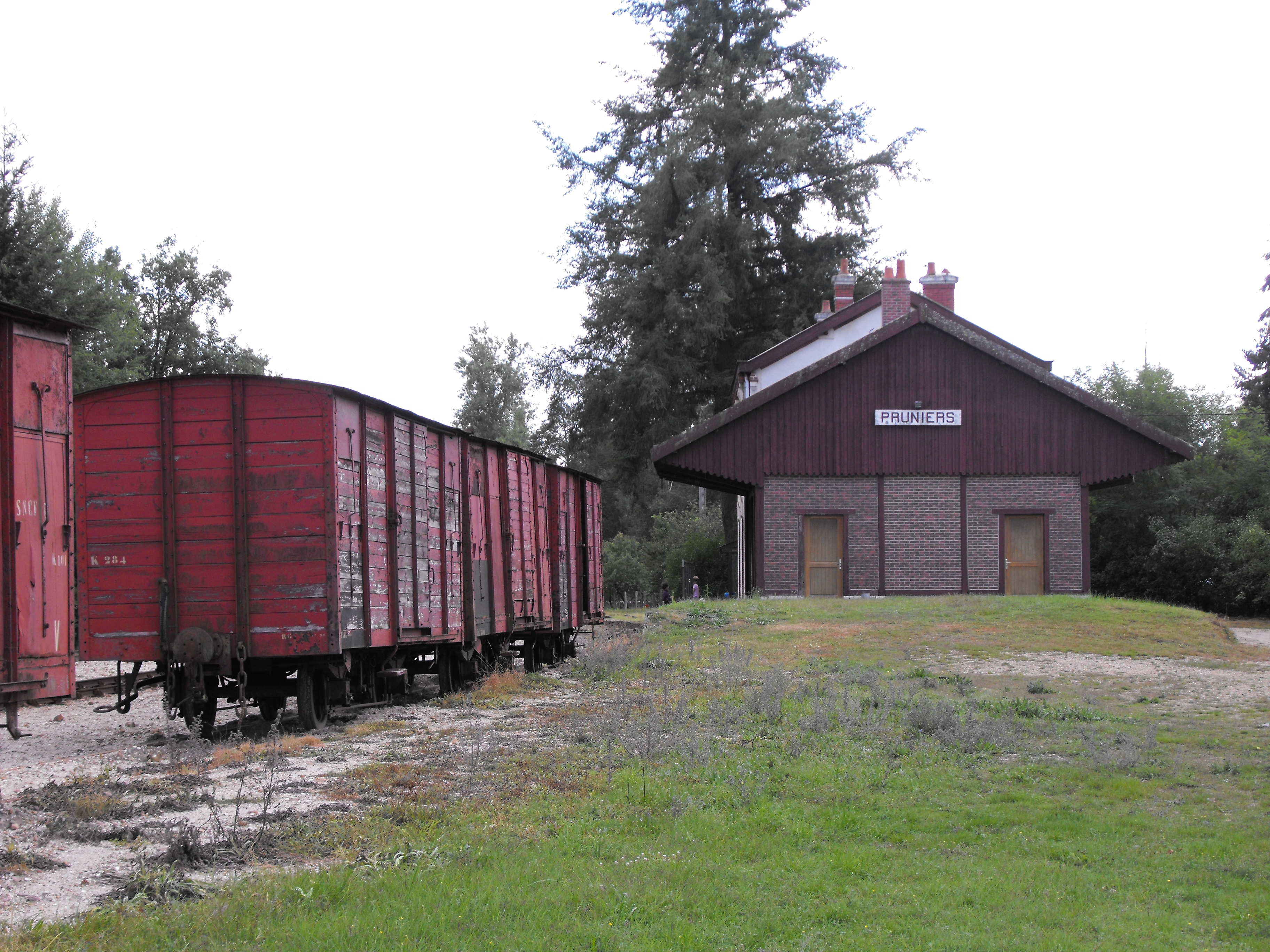
Wagons couverts à Pruniers (2011).

### Matériel actuel

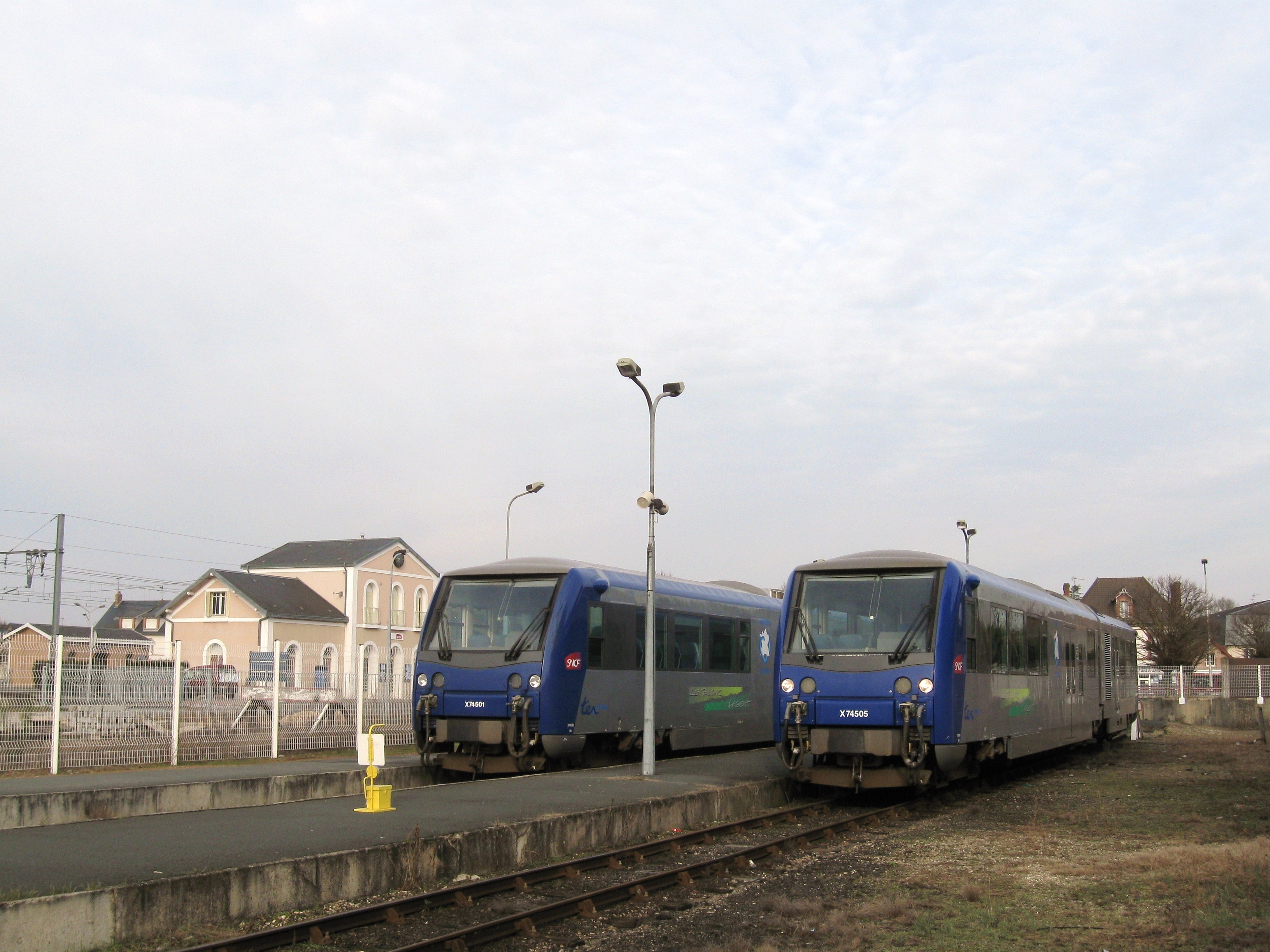
X 74501 et X 74505 à Salbris (2009).

En 2003, la desserte était assurée par cinq autorails neufs construits par CFD à Bagnères-de-Bigorre, numérotés X 74501 à 74505. Ils matérialisent la volonté du conseil régional du Centre, de maintenir cette ligne en service. Le nouveau matériel propose un confort équivalent aux autorails X 73500, avec notamment la climatisation.
En 2014, seuls deux autorails sont nécessaires pour l’activité commerciale, à la suite de la mise en place du service « navette » sur les trois disponibles en 2016 (le X 74503 ayant été accidenté le 30 juin 2015 au passage à niveau no 229 à Varennes-sur-Fouzon, et le X 74504, garé depuis un certain temps, devrait être équipé du DAAT).
En juin 2015, la mise en service du DAAT (dispositif automatique d'arrêt des trains) permet de mettre fin à la rupture de charge et d'effectuer la totalité de la ligne sans changements à Romorantin. Le 13 juin 2015 pour le dernier jour d'exploitation sans DAAT, l'autorail CFD-Socofer X 241 était en service sur la section Romorantin-Valençay toute la journée. Trois autorails sont nécessaires pour un service commercial normal : une rame double circulant en semaine le matin et le mercredi soir pour l’affluence de scolaires sur la section Salbris - Romorantin (la rame est coupée à Romorantin pour continuer en solo jusqu'à Valençay). L'autorail X 74503 a été remis en service durant l'été 2016. Le X 74504 est toujours hors service en octobre 2018 et sert de magasin de pièces détachées.
| Image externe |                                                                |
|               | L'engin rail-route du BA sur le site de La Nouvelle République |

La CBA possède également un engin rail-route, acheté 400 000 euros en 2014, permettant de faire du bourrage de ballast ou de l'élagage de végétation de façon plus efficace tout en réduisant les interruptions de trafic, l'engin pouvant être acheminé par la route sur le lieu du chantier sans attendre la fin des circulations voyageurs.

## Train touristique du Bas-Berry

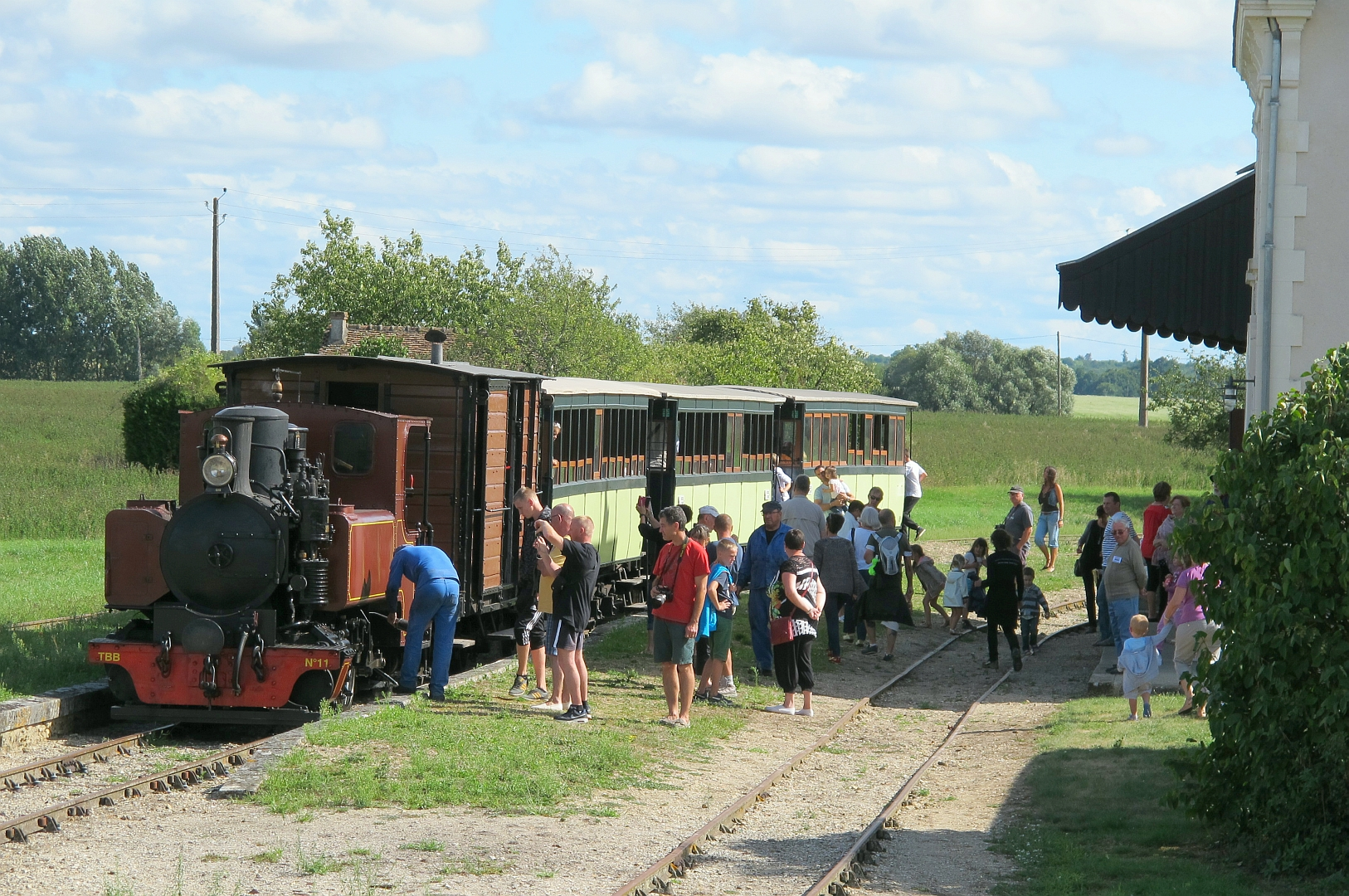
Argy, terminus sud de la ligne.

L'action d'une association créée en 1989, la SABA (Société pour l'Animation du Blanc Argent), a permis de sauvegarder environ 28 km de voie de Luçay-le-Mâle à Argy, fermée en 1988, puis de mettre en circulation dès 2003, un train touristique. Le Train du Bas-Berry a son origine en gare d'Argy, puis traverse Pellevoisin, Heugnes, Écueillé, la base de loisirs de la Foulquetière, Luçay-le-Mâle, pour enfin arriver en gare de Valençay depuis le 29 juin 2019.
Cette association fait rouler des matériels mis à sa disposition ; certains d'entre eux étaient précédemment utilisés sur la partie de la ligne du BA en service commercial.